# Pjotr Iljics Csajkovszkij
Pjotr Iljics Csajkovszkij (oroszul: Пётр Ильич Чайковский; Votkinszk, 1840. május 7. – Szentpétervár, 1893. november 6.) orosz romantikus zeneszerző, az egyetemes zenetörténet egyik legkiemelkedőbb, egyik legismertebb és egyik legközkedveltebb alakja.
Mérnök–hivatalnok családba született. Oroszország akkori fővárosában, az európai szellemi élet egyik központjában, Szentpétervárott a fiatal Pjotr gondos nevelésben részesült, tanulmányai befejezése után pedig néhány hónapig az igazságügy-minisztériumban dolgozott tisztviselőként, erre a pályára azonban alkalmatlannak bizonyult. Zenével komolyabban csak 23 éves korában kezdett foglalkozni, mestere Anton Grigorjevics Rubinstejn volt. Tehetségének köszönhetően Anton fivére, Nyikolaj 1866-ban meghívta az általa alapított moszkvai zenekonzervatóriumba tanárnak.
Homoszexuális volt, és szexuális irányultságát érintően rejtőzködő életet élt. A félelemmel teli titkolózás egész életére rányomta bélyegét, számtalanszor küzdött depresszióval, mindez műveiben is jól érzékelhető. Harminchét éves korában a látszat megőrzése érdekében megnősült, de már egy hónap múltán különköltözött jóval fiatalabb feleségétől, aki egyébként korábban a tanítványa volt. Fordulópontot jelentett életében, hogy megismerkedett egy gazdag özveggyel, Nagyezsda von Meckkel, aki anyagilag szinte élete végéig támogatta. Ennek köszönhetően felhagyott egyre nyomasztóbbnak érzett tanári állásával, és a zeneszerzésnek szentelte életét.
Sokat utazott Európában, és mint zeneszerzőt, illetve karmestert hazájában és külföldön egyaránt ünnepelték. Első sikeres műve a Rómeó és Júlia című fantázia volt. Hírnevét elsősorban szimfóniáinak és versenyműveinek köszönhette, de egész estét betöltő balettjei is nagy sikereket arattak (A hattyúk tava, Csipkerózsika, A diótörő). Operaírással is próbálkozott, művei közül az Anyegin és A pikk dáma bizonyultak időtállónak. Halálát a hivatalos iratok szerint kolerafertőzés okozta, de ez mai napig vitatott a zenetörténészek körében.
Munkássága bizonyos fokig ellentétben áll a híres orosz ötökével. Művészetében a nemzeti romantika egyes elemei (főleg dallam- és ritmuskészlete) sokkal szorosabban fonódnak egybe az általános európai, illetve nyugat-európai romantika, főleg pedig az utóromantika stílusjegyeivel (forma- és harmóniavilága), mint az ötök esetében.

## Élete

### Származása

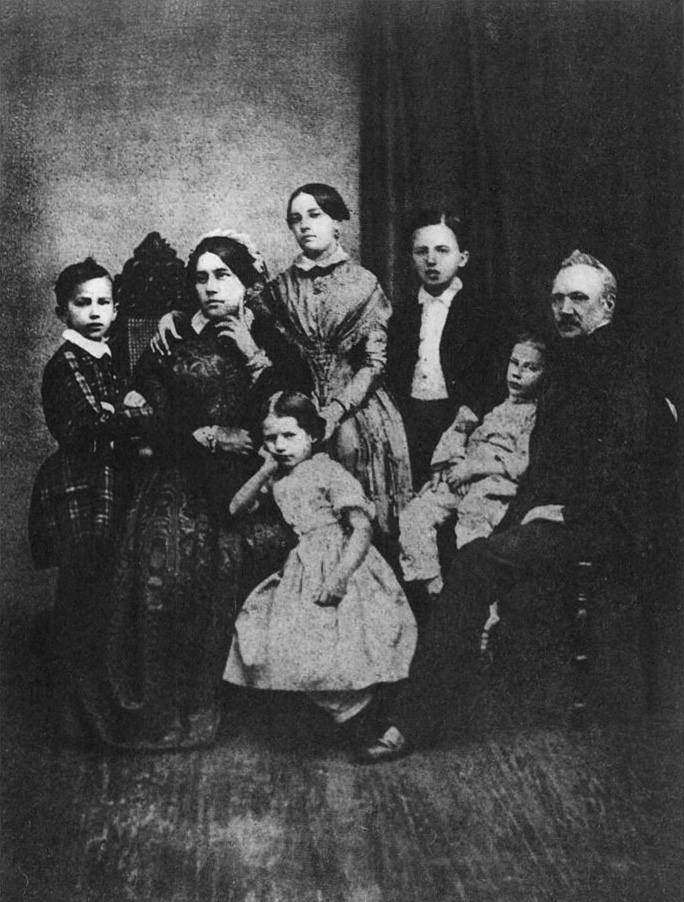
A Csajkovszkij család 1848-ban. Balról jobbra: Csajkovszkij, az édesanyja, nővérei, Alekszandra és Zinaida, fivérei, Nyikolaj és Ippolit, valamint a családfő

1709. június 27-én, hat esztendővel azután, hogy Nagy Péter cár megalapította Pétervárt, egy Fjodor Afanaszijevics Csajkovszkij nevezetű kozák tiszt is harcolt a svédek ellen a Poltava melletti győztes ütközetben. Fia, Pjotr Fjodorovics Csajkovszkij már nem dicsekedhetett ilyen harci sikerekkel: egyszerű nemesemberként élt a kazáni kormányzóságban. 1795-ben született a Csajkovszkij család harmadik – ismert – generációjához tartozó Ilja Petrovics, hatodikként Pjotr Fjodorovics és Natasa Sztyepanova tizenkét gyermeke közül. 1817-ben a huszonkét esztendős Ilja Petrovics kitüntetéssel elvégezte a bányászati iskolát, 1827. szeptember 23-án pedig házasságot kötött Marija Karlovna Kajzerrel. 1829-ben megszületett Zinaida nevű leányuk. Egy évvel később felesége meghalt.
1833. október 13-án Ilja Petrovics újból megnősült, második felesége, Alekszandra Andrejevna Asszijer ősei Franciaországból származtak, a forradalom idején települtek át Poroszországba. Innen André Assière, az apa továbbvándorolt Oroszországba, ahol másodszor is megnősült. Első házasságából két fia és két leánya született: egyikük, Alekszandra Andrejevna lett Ilja Petrovics második felesége. Házasságukból hét gyermek született, de első leánygyermekük meghalt. 1838. május 21-én itt született első fiúgyermekük, Nyikolaj, a Vjatkai kormányzóságban fekvő Votkinszk nevű városkában, ahol Ilja Petrovics a Káma-Votkinszki Acélöntő Üzem vezetői állását töltötte be.

### Gyermekévei

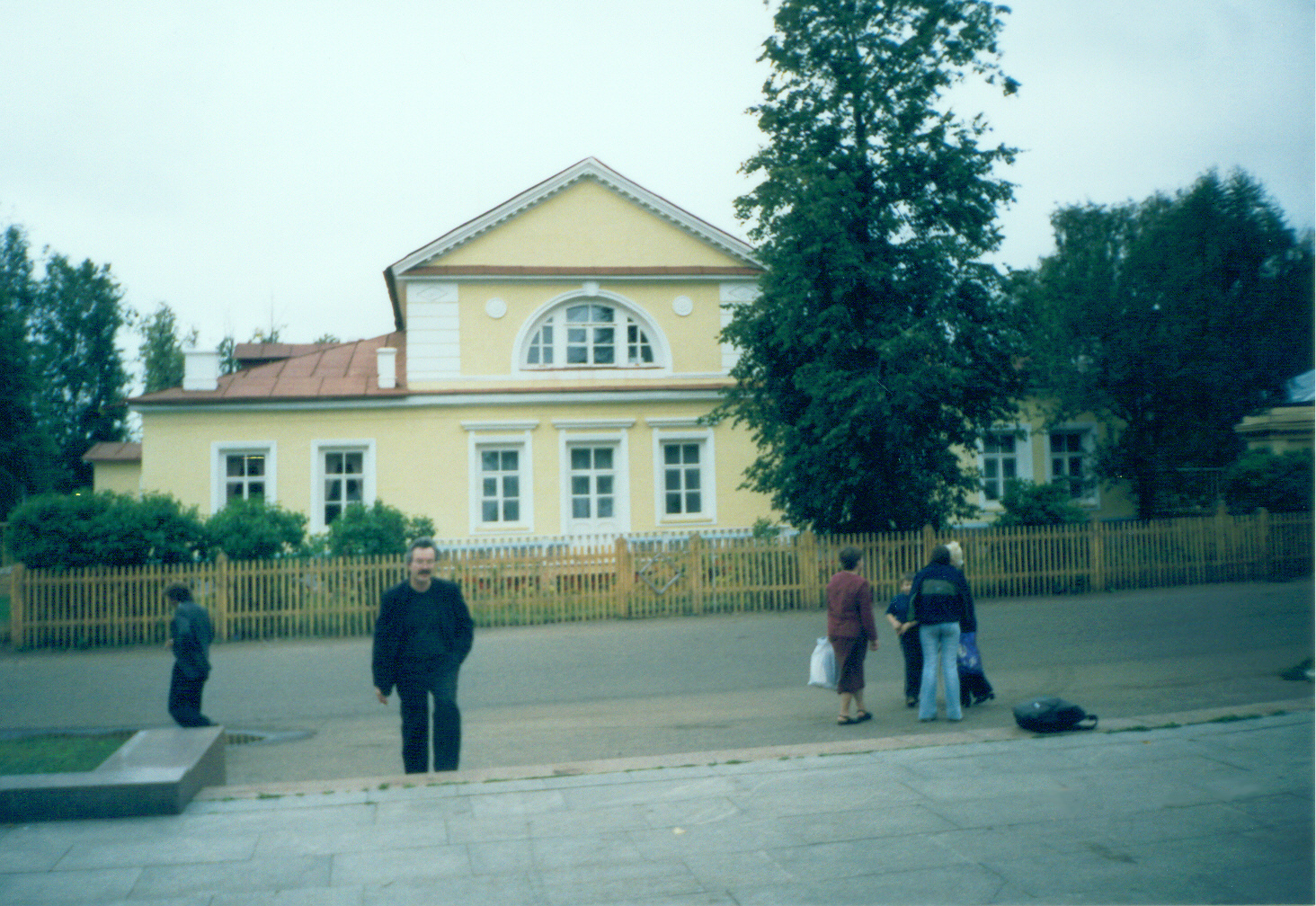
Csajkovszkij szülőháza Votkinszkban

1840. május 7-én (a julián naptár szerint április 25-én), a Csajkovszkij család votkinszki otthonában megszületett a második fiúgyermek: Pjotr Iljics. A világ zajától távoli kisvárosban, a hatalmas kerttel körülvett tágas otthonban, látszólag nyugalmasan teltek korai gyermekévei. A szokásos nevelésben részesült, és bár szüleitől – különösen a szigorú édesapától – távol állt a zene, az édesanyjától hallott dalokra később is szívesen gondolt vissza.
A legmaradandóbb zenei élményt egy öreg zenélő masina jelentette. A szalonban álló orkesztrion a korabeli operaslágereket játszotta: Vincenzo Bellini, Gaetano Donizetti és Gioachino Rossini áriáit, illetve a gyermek Pjotr Iljics kedvenc Mozart-dalait. Ezek meghallgatása után rendszerint a zongora mellé ült, és ő maga szólaltatta meg a hallott dallamokat. 1843. január 9-én született meg húga, Alekszandra, akivel Pjotr Iljics élete végéig közeli kapcsolatban maradt. Alekszandra feleségül ment Lev Davidovhoz, akinek hét gyermeket szült, köztük Vlagyimir Davidovot (Bob), aki később jelentős szerepet kapott a zeneszerző életében.
Nyikolaj és Alekszandra mellett még három fiútestvére született: Ippolit, valamint az ikertestvérek, Anatolij és Modeszt. A fiútestvérei közül utóbbi állt hozzá a legközelebb, ő volt az, aki élete második felében műveinek szövegkönyveit írta, és elkísérte európai útjaira. 1844 novemberében érkezett Votkinszkba Fanny Dürbach, az elzászi származású francia nevelőnő. Fannyval a későbbiekben is tartotta a kapcsolatot. Levelezésüknek köszönhetően ismertek a fiatal Pjotr Iljics gyermekévei. Apja első házasságából egy féltestvére is volt, Zinaida.
1847-től Csajkovszkij versírással is próbálkozott. Legszívesebben történelmi témákhoz nyúlt, mint például Jeanne d’Arc élete. Verseinek nagy részét Fanny vagy Zinaida születésnapjára írta. 1848 őszén Ilja Petrovics kedvezőbb moszkvai beosztást kapott, október 21-én érkeztek a fővárosba. A házvezetőnő nem tartott velük. Ilja Petrovics csakhamar keserű csalódással tapasztalta, hogy az a barátja, akivel még Votkinszkban közölte, milyen remek ajánlatot kapott, e bizalmat kihasználva az Ilja Petrovicsnak felajánlott állást megkaparintotta magának. A család továbbutazott Szentpétervárra, ahol kellemesebb, kiegyensúlyozottabb körülmények közé kerültek. Pjotrt iskolába küldték, ahol meglehetősen drasztikus módszerekkel tanítottak, és ezzel zárkózottá tették a gyermeket. Némi kárpótlást jelentett számára, hogy zongoraleckéket is kapott. Rendszeresen látogatta a színházakat és az operát. Tanulmányai nem haladtak a kívánt eredménnyel, és maga is beismerte nemtörődömségét. Novemberben újabb nevelőnőt alkalmaztak, Nasztaszja Petrova személyében. A fiatal lány jó hatással volt Pjotrra, akinek jellemében kedvező változás állott be. December elején a család Alapajevszkbe költözött, ahol Ilja Petrovics állást kapott a Jakovlev-bányában.

### Tanulmányai Szentpéterváron
Augusztusban Pjotr elhagyta a szülői otthont, és visszatért Pétervárra, ahol megkezdte tanulmányait a jogi líceumban. Amíg el nem érte a szükséges életkort, az előkészítő osztályba járt. Családjától való elválása, az iskola kemény fegyelme ismét súlyosan megterhelte idegzetét. Amikor már elviselhetetlennek érezte a „hivatalnokképzőt”, a zongorához menekült. A líceumban leendő államhivatalnoki pályájára készült, kevés meggyőződéssel és lelkesedéssel, ellenben egyre erősödött a zene és a zongora iránti vonzódása.
Csajkovszkij homoszexuális volt. Az életrajzírók szívesen fogadták és fogadják el napjainkban is homoszexuális hajlamainak bizonyítására gyermekkori túlzott vonzódását édesanyjához, ifjúkori énektanára (Piccioli) iránti rajongását, vonzódását kedvelt unokaöccséhez, Bobhoz (Vlagyimir Davidov). Alekszandr Poznanszkij neves Csajkovszkij-kutató szerint első homoszexuális kapcsolata Alekszandr Apuhtyinnal volt, amikor a jogi iskolában tanult.
1854. június 25-én súlyos csapásként érte a családot az édesanya halála. A megrendült Pjotr Iljics ismét a zenében talált megnyugvásra. Nagyszerű zongoratanárra talált Rudolf Kündinger személyében, aki később Konsztantyin nagyherceg gyermekeit, majd Marija Fjodorovna cárnét is oktatta. Csajkovszkij rendszeresen járt tanárával hangversenyekre, operába. Ismerkedett az olasz operairodalommal: Gioachino Rossini, Gaetano Donizetti, Vincenzo Bellini és Giuseppe Verdi zenéjével, de a divatos és népszerű olasz dallamok mellett változatlanul lelkesedett Glinka operáiért, és különösen szívesen hallgatta Mozartot. Saját bevallása szerint a legnagyobb hatással a Don Giovanni volt rá. Ez idő tájt került kezébe Afanaszij Afanaszjevics Fet, a neves kortárs költő románca – Géniuszom, angyalom, barátom! –, amelyet azonnal megzenésített. A „muzsikus költő” (Csajkovszkij nevezte így el) ihlette első dalát, az improvizációk, a kor színvonalán mozgó alkalmi darabok, kottapapíron meg sem őrzött polkák, keringők mellett legkorábbi fennmaradt alkotását a zeneszerző életében száznál több dal követte.
1858-ban Ilja Petrovics ismét áldozatul esett barátai csalásának, s emiatt újból állás után kellett néznie: ezúttal a műszaki intézet igazgatói beosztását kapta meg. A család anyagi helyzete azonban kedvezőtlenebbre fordult, és meg kellett gondolniuk, hogy fizessék-e tovább Pjotr zongoraleckéit. A józan gondolkodású, fia zenei elhivatottságában kételkedő apa ekkor megkérdezte Kündingert, hogy érdemes-e fiának a zenei tanulmányokat folytatni. A zongoratanár, megfontolva válaszát és szem előtt tartva a muzsikusok nehéz helyzetét Oroszországban, határozott nemmel válaszolt a kérdésre.

### Zenei pályájának kezdete

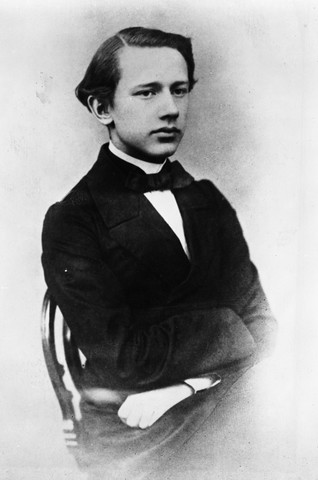
A tizenéves Csajkovszkij

1859. május 25-én Pjotr letette a záróvizsgát a jogászképző iskolában. Titkári állást kapott az igazságügy-minisztériumban. Nem lelkesítette túlságosan munkája, szívesebben járt hangversenyekre, operába. Zenével is foglalkozott, dilettáns módjára, anélkül, hogy komolyan gondolt volna művészi elhivatottságára.
A szentpétervári zenei élet központi alakja ebben az időben Anton Grigorjevics Rubinstejn, a világhírű zongoravirtuóz volt, aki az orosz zenei élet megreformálását tűzte ki célul. Neki köszönhetően alakult meg Péterváron az Orosz Zenei Társaság. Az 1860-as évek kezdetén egyre gyakrabban találkozott Pétervárott néhány zenekedvelő fiatal. Milij Alekszejevics Balakirev köré csoportosult Cezar Antonovics Kjui, Modeszt Petrovics Muszorgszkij és Nyikolaj Andrejevics Rimszkij-Korszakov, akikhez később csatlakozott Alekszandr Porfirjevics Borogyin is. Ezt a csoportosulást a Hatalmasok kis csoportjának nevezték, ismertebb nevükön az Ötöknek.
Csajkovszkij júliusban egy mérnök tolmácsaként indult európai útra. Első állomásuk Berlin volt, ahol megnézte Offenbach Orfeusz az alvilágban című operettjét. Berlinből Hamburgba utaztak. Brüsszel és Antwerpen nem nyerte meg a tetszését. Oostendében három napig maradtak, onnan pedig Londonba utaztak. Az angol fővárost érdekesnek találta, de komor benyomást tett rá. Itt hallotta Adelina Pattit, a világhírű koloratúrszopránt. A nagyvárosok közül Párizs tetszett neki a legjobban, az ott töltött hat hét jelentette számára az utazás csúcspontját. Az párizsi operában látta A trubadúr és A hugenották előadását. Szeptemberben tért haza Oroszországba, és határozta el, hogy addigi életét alapvetően megváltoztatva zenei pályára lép.
Tovább dolgozott az igazságügy-minisztériumban, de beiratkozott az Orosz Zenei Társaság óráira, és szorgalmasan járt Nyikolaj Zaremba zeneelméleti előadásaira. Közben Anton Rubinstejn összegezte és kiáltványban hozta nyilvánosságra elgondolásait az orosz nemzeti zeneművészet megreformálására, s ennek alapjául zenekonzervatórium létesítését jelölte meg. A konzervatórium 1862. szeptember 20-án nyitotta meg kapuit, és Csajkovszkij az elsők között iratkozott be, de hivatali állását továbbra is megtartotta. Közben hangversenyekre járt, amelyeken megismerkedett többek közt a Szentpétervárra látogató Richard Wagner műveivel is. 1863 májusában döntő lépésre határozta el magát: feladta hivatali állását, hogy csak a zenével foglalkozhasson.

### Első kompozíciói

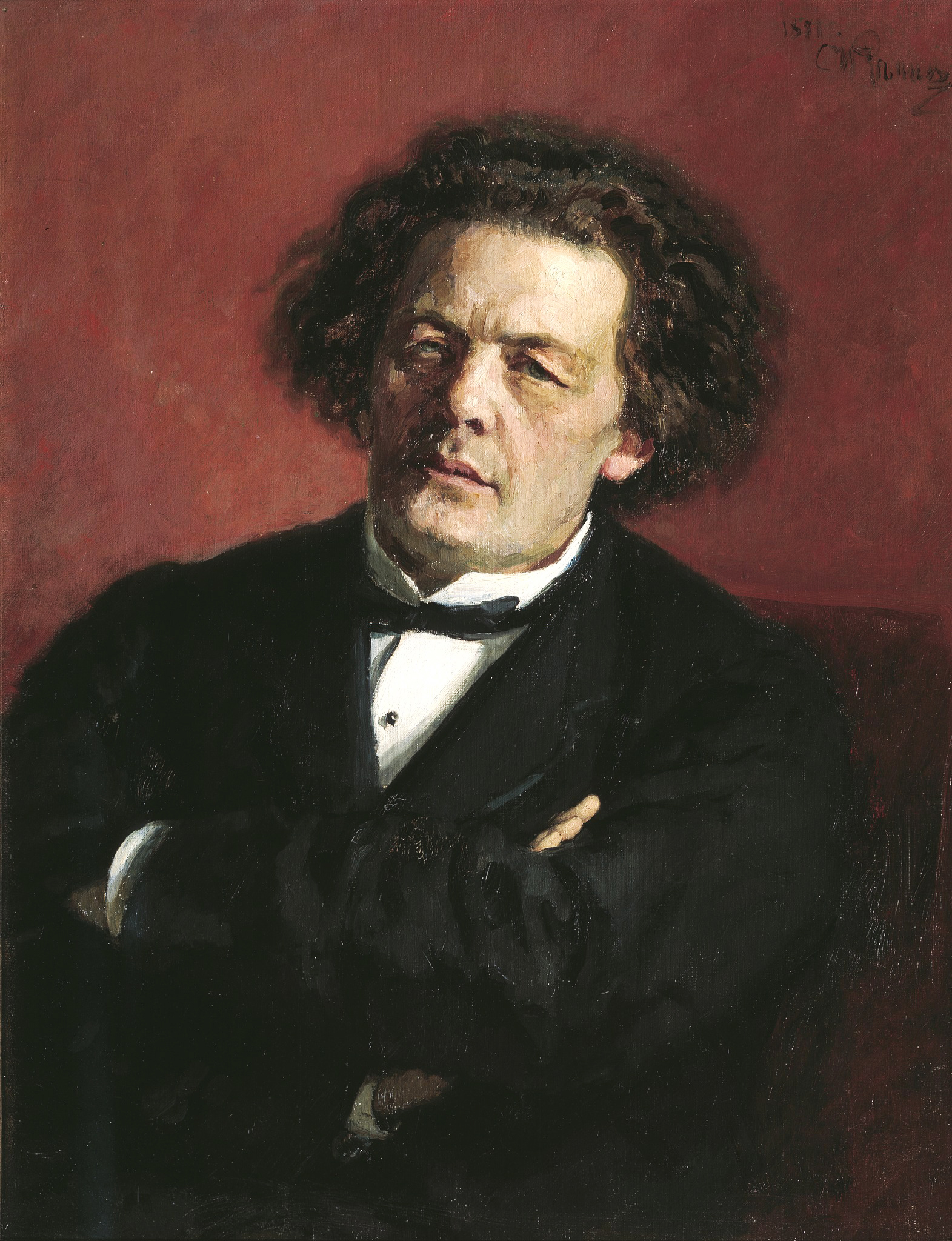
Anton Grigorjevics Rubinstejn (Ilja Jefimovics Repin festménye)

A nyarat húgánál töltötte. Ősszel, amikor visszatért Pétervárra, úgy érezte, gyökeres átalakuláson ment keresztül. Megváltozott egész életmódja: meglehetősen nehéz körülmények között, óraadással kereste meg kenyerét (Rubinstejn küldött hozzá magántanítványokat). Szakított az addigi nagyvilági környezettel, hiszen most, hogy elég későn, 23 éves korában látott hozzá a rendszeres tanulmányokhoz, pótolnia kellett az addig elmulasztottakat, hogy elsajátítsa azt a művészetet, amely hivatásává vált. Nagy igyekezettel komponált vonósnégyeseket, dalokat, különböző együttesekre írt műveket. Kamarazenei kísérletei sorába tartozott egy Adagio fúvósoktettre, egy A-dúr Allegro (fuvolával, nagybőgővel kiegészített vonósnégyes), egy c-moll Allegro zongoraszextettre, egy esz-moll Adagio molto hárfával kibővített vonósnégyesre.
1864-ben a konzervatóriumban feladatul kapta, hogy nyitányt komponáljon kedvelt színművéhez, Osztrovszkij Viharához. Nyáron megírta a művet, amelynek hangszerelése erős wagneri jegyeket mutatott. Ez erősen felháborította Rubinstejnt, aki elvetette a német zeneszerző által bevezetett újításokat. Ekkor készült el további két műve: a cisz-moll zongoraszonáta és az F-dúr nyitány, amelyet később nagyzenekarra hangszerelt át.
Augusztusban ifj. Johann Strauss hangversenyt adott zenekarával Pavlovszkban, és egy kerti ünnepélyen elvezényelt egy Csajkovszkij-művet is, a Szolgálók táncát. Ez volt első nyilvános sikere. Művére felfigyelt Pjotr Ivanovics Jürgenson moszkvai zeneműkiadó, aki 1861-ben alapította vállalkozását, és éppen Csajkovszkij műveinek kiadása révén vált világhíressé.
Novemberben kezdett hozzá vizsgafeladatának komponálásához. Anton Rubinstejn Schiller Örömódáját ajánlotta szövegül, azt a költeményt, amelyet Beethoven is felhasznált 9. szimfóniájának zárótételében. A vizsgakompozíció írása közben Csajkovszkijt egyre erőteljesebben foglalkoztatta további jövőjének alakulása. Már nem érezte jól magát Pétervárott: Anton Rubinstejn konzervatív, merev és száraz pedagógiai elvei olyan korlátokat állítottak új utakra törő zeneszerzői elgondolásai elé, hogy végül örömmel fogadta Nyikolaj Rubinstejnnek Moszkvába szóló meghívását. A fiatalabb Rubinstejn testvér, akit – mint zongoraművészt – Csajkovszkij igen nagyra becsült, bátyja példáját követve Moszkvában készült egy konzervatórium megnyitására. Bár a zeneelmélet oktatására eredetileg Alekszandr Nyikolajevics Szerovot hívták meg, az nem vállalta a konzervatóriumi tanári állást. Ekkor került szóba Csajkovszkij neve, aki nem sokáig habozott, hogy Pétervárt felcserélje Moszkvával.
1866. január 12-én a szentpétervári konzervatóriumban bemutatták vizsgakompozícióját. Csajkovszkijt a próbákkal járó izgalmak annyira kimerítették, hogy nem ment el az előadásra. Ez felbőszítette tanárát, Rubinstejnt, aki csak a megértőbb tanári kar közbenjárására adta ki a diplomát, egy ezüstéremmel együtt. A vizsgakantátáról megjelent kritikák ellentmondóan értékelték a művet. Az Ötök csoportjához tartozó Kjui természetesen alaposan elmarasztalta az „ellenpárti”, Rubinstejn-barát Csajkovszkij alkotását. Elismerte ugyan, hogy „Csajkovszkij úr, a konzervatórium most végzett tanítványa előnytelen körülmények között írta művét, megadott témára, kötött határidőre, a valódi tehetség e korlátok ellenére is megmutatkozott volna”.

### Moszkva

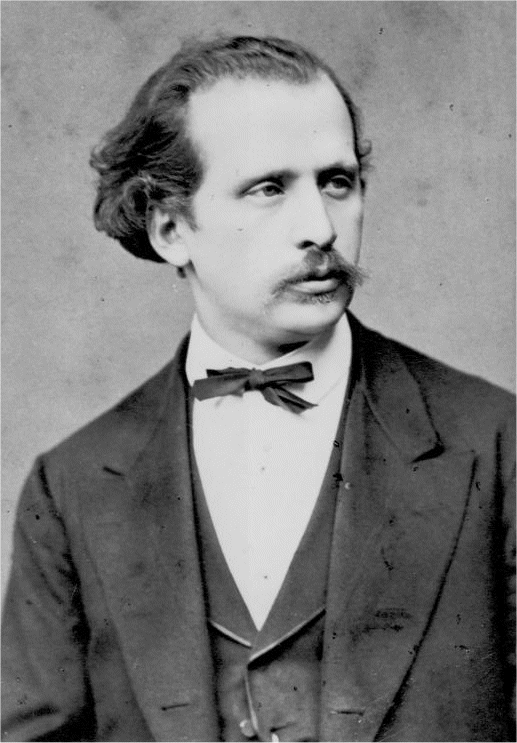
Nyikolaj Grigorjevics Rubinstejn

1866 januárjában Moszkvába költözött, ahová Nyikolaj Rubinstejn hívta meg, hogy zeneelméleti előadásokat tartson az Orosz Zenei Társaság moszkvai tagozatának osztályaiban. A tanítás mellett komponált is. Zeneszerzői tevékenységét egy c-moll koncertnyitánnyal kezdte meg. A mű nem nyerte el Rubinstejn tetszését, ezért nem is adták elő. Februárban nagyzenekarra dolgozta át az F-dúr nyitányt, amelyet március 16-án a növendékek zenekara Rubinstejn vezényletével be is mutatott. Márciusban látott hozzá első szimfóniája megkomponálásához. A Ladoga-tó környékén szerzett élményei, a téli táj hangulata ihlették, így a címe Téli ábrándozás lett. Áprilisban Pétervárra utazott, ahol Anton Rubinstejn vezényletével bemutatták az F-dúr nyitányt. Szinte teljesen észrevétlen maradt, az újságok egyetlen sort sem írtak róla.
Augusztus végén tért vissza Moszkvába, ahol szeptember első napjaiban megnyitotta kapuit a konzervatóriumi rangra emelt zeneiskola. Csajkovszkij, a zeneelmélet tanára, több régi és új barátjával együtt látott munkához. A vezető hegedűtanár Ferdinand Laub, a cseh származású hegedűművész lett, a csellistákat Bernhard Cossmann oktatta. Csajkovszkij baráti köre tovább bővült. Kapcsolatba került az orosz nemzeti művészet képviselőivel, köztük Nyikolaj Dmitrijevics Kaskinnal, valamint Silovszkijjal, az opera intendánsával, akinek két fia, Konsztantyin és Vlagyimir később jelentős szerepet kapott a zeneszerző életében: Konsztantyin lett az Anyegin szövegírója, Vlagyimir pedig tanítványává és úti kísérőjévé vált. Szívesen tartózkodott a korabeli színházi és irodalmi élet művésztagjai társaságában is, amelynek központi alakja Alekszandr Nyikolajevics Osztrovszkij drámaíró volt. Vihar című drámájához Csajkovszkij már komponált nyitányt, most felmerült annak a terve, hogy operát készít a drámából. Osztrovszkij szerint azonban inkább a Volgai álom kínálkozott alkalmasnak megzenésítésre. Csajkovszkij ősszel látott munkához, miután megkapta a szerzőtől a kész librettót.
A következő év elején kezdte komponálni Scherzo á la Russe és Impromptu című műveit, amelyek népi dallamokra épülnek. Nyáron Finnországban és Észtországban nyaralt, közben operáján dolgozott. A harmadik felvonást decemberben fejezte be, ekkor látott hozzá a hangszereléshez. Decemberben Moszkvában vendégszerepelt Hector Berlioz. Két koncertet vezényelt, amelyeken Csajkovszkij elragadtatással hallgatta a francia mester műveit, akinek tiszteletére rendezett fogadáson ő mondta a pohárköszöntőt.
A következő év tavaszának legjelentősebb eseménye az I. szimfónia bemutatása volt Moszkvában. A szimfóniát már egy évvel korábban megírta, és Szentpéterváron szerette volna bemutatni, de a mű nem nyerte el Anton Rubinstejn tetszését. A művet az operaírással párhuzamosan átdolgozta. Húsvétkor Pétervárra látogatott. Ekkor találkozott először Balakirevvel, Kjuival, Dargomizsszkijjel, Rimszkij-Korszakovval és Sztaszovval. Csajkovszkij nem fogadta el maradéktalanul az „Ötök” művészi felfogását, de szívesen követte tanácsaikat. Nyáron Berlinbe és Párizsba utazott, és útközben befejezte A vajda című operáját.

### Első operájának bemutatója
Ősszel olasz operatársulat érkezett Moszkvába. Csajkovszkij is lelkesedéssel látogatta az előadásokat, figyelmét különösen a világhírű francia származású énekesnő, Désirée Artôt keltette fel. 
Nem titkolta szenvedélyét az énekesnő iránt, és néhány nappal később összebarátkoztak. Novemberben írta meg a Románcot, amely tulajdonképpen szerelmi vallomás volt Désirée-hez. A tél folyamán még huszonöt orosz népdalt írt át zongorára négy kézre, és hozzálátott egy összhangzattan-tankönyv megírásához. Decemberben apja tudomására hozta, hogy eljegyezte Désirée-t.

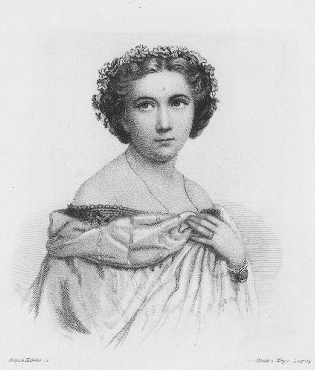
Désirée Artôt

Közben megkezdődtek a Moszkvai Nagyszínházban A vajda próbái, s Csajkovszkij is részt vett a betanítás munkájában. Megdöbbenve tapasztalta, milyen nemtörődömséggel, sértő lenézéssel foglalkoznak a színház vezetői a bemutató előkészítésével. Meg kellett elégednie egy kisebb létszámú zenekarral, kopott és régi díszletekkel. Minden percét a próbák kötötték le, de már egy új opera terve is foglalkoztatta: Vlagyimir Szollogub gróf készített librettót Friedrich de la Motte Fouqué elbeszéléséből, az Undine-ből. A zeneszerző ezt érdekesebbnek és kidolgozottabbnak találta A vajda szövegénél.
A január fájó élményt hozott: Désirée, nem sokkal Moszkvából való elutazása után, Varsóban feleségül ment Mariano Padilla y Ramos spanyol baritonistához. Ezzel kettejük kapcsolata végleg megszakadt.
Február 11-én a Nagyszínházban bemutatták első operáját, A vajdát. Bár maga is tudta, hogy nagyon gyenge opera, de a bukás mégis elkeserítette, és felindultságában tűzbe dobta az opera kéziratát. Néhány, számára kedves dallamot később felhasznált következő operájában, A cár katonájában. Márciusban jutott el Moszkvába Berlioz halálának híre. A megemlékező hangversenyen Balakirev vezényelte először a francia zeneszerzőnek ajánlott Fátum című szimfonikus költeményt, amelyet Csajkovszkij az elmúlt év őszén komponált. Ez sem aratott nagy sikert, és Csajkovszkij elégedetlensége egyre fokozódott.

### Moszkvai évek

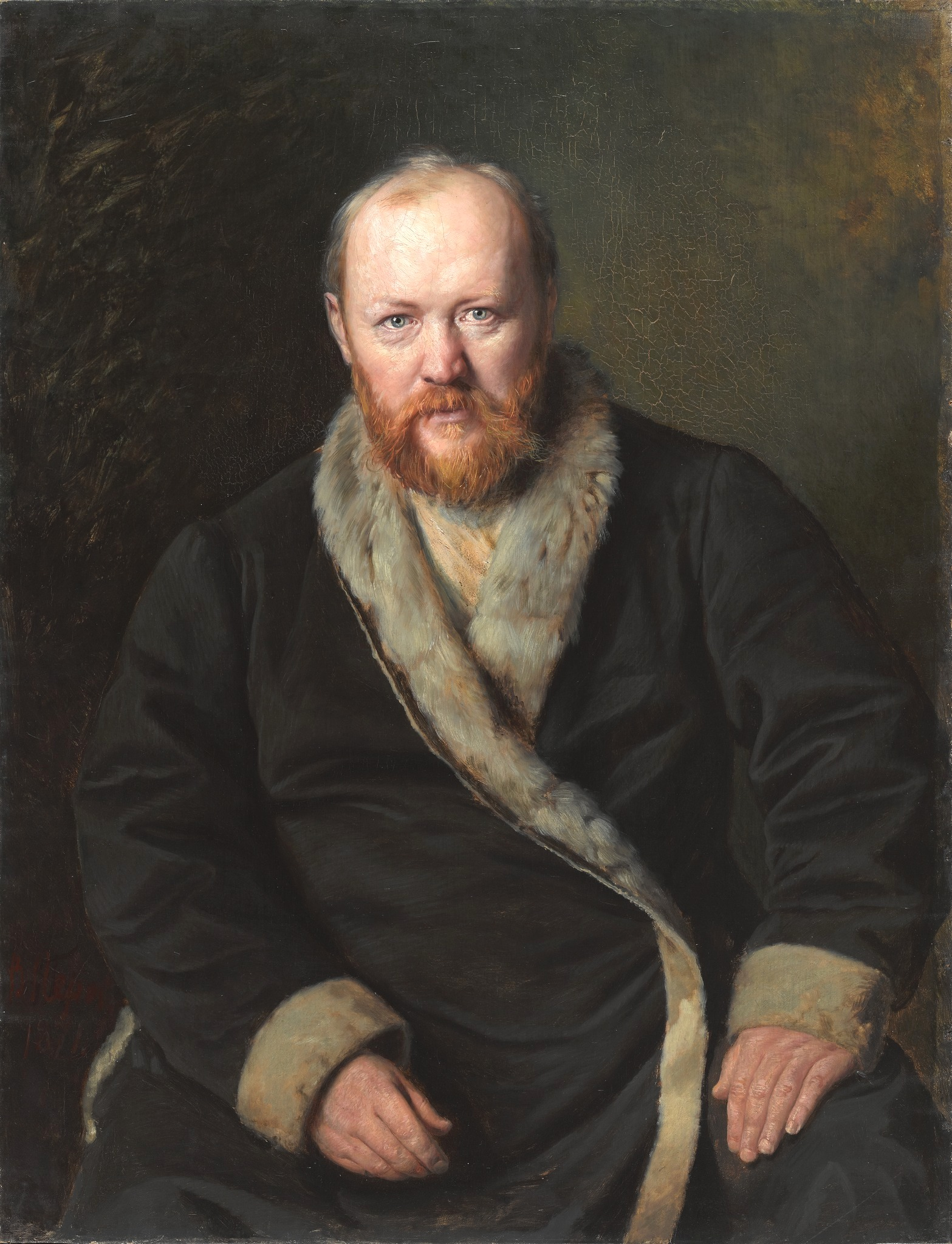
Alekszandr Nyikolajevics Osztrovszkij

1870. július végén készült el az Undine partitúrájával, majd befejezte a Huszonöt orosz népdal átdolgozását négykezes zongorára. További ötven orosz népdalt írt át zongorára, majd Szergej Mihajlovics Prokugyin-Gorszkij Hatvanhat orosz népdal című gyűjteményének szerkesztési munkálataival foglalkozott.
Október 7. körül Balakirev tanácsára figyelme Shakespeare drámái felé fordult: a Rómeó és Júlia szerelmi tragédiája ihlette meg először. Október folyamán készült el első remekműve, a Rómeó és Júlia, a szonátaformában írt nyitányfantázia. Ezt március 16-án Nyikolaj Rubinstejn vezényletével ismerte meg a moszkvai közönség. Az udvarias tetszésnyilvánítás nem elégítette ki a zeneszerzőt. A mű csakhamar Európa-szerte ismertté vált, amiben nagy szerep jutott a művet megjelentető Boté und Bock kiadócégnek. A korra jellemző módon a kiadó nem fizetett a zeneszerzőnek, sőt követelte Csajkovszkijtól a 35 tallért kitevő nyomdaköltség megtérítését.
A következő év elején kórusjelenetet komponált egy tervezett operához, a Mandragorához, amely végül nem készült el. Január végén kezdett hozzá új, négyfelvonásos operájához, A cár katonájához. Az opera egy Rettegett Iván-korabeli témára készült, Ivan Ivanovics Lazsecsnyikov színművéből. Úgy tervezte, hogy az Undine-t a következő évad elején bemutatja, de elutasították kérését. Elkeseredésében ezt a művét is megsemmisítette, csupán néhány részlet maradt meg. Nyári európai körútja után visszatért Moszkvába, ahol tovább dolgozott A cár katonáján, amelyet Meyerbeer-féle nagyoperának szánt, hangzatos külsőségekkel, de helyenként felbukkanó népdalokkal.
1871 februárjában új műve született, a D-dúr vonósnégyes. Csajkovszkij maga sem titkolta, hogy zilált anyagi helyzete kényszerítette e mű komponálására. Ebben az időszakban különösen nehéz napokat élt át, ezért örült Nyikolaj Rubinstejn javaslatának, hogy rendezzen koncertet saját műveiből. Egy ilyen műsorból nem hiányozhatott a vonósnégyes, amelynek komponálása februárban minden idejét lekötötte. Komponálás közben felsejlett benne egy kőműveslegénytől hallott népdal: a vonósnégyes Andante cantabile tételében ezt dolgozta fel. Március 28-án Moszkvában, a nemesi társaság kistermében tartotta meg első szerzői estjét, amelyen először hangzott fel új műve.
Az év végén saját lakást bérelt, elköltözött Rubinstejntől, aki addig befogadta. Pénzügyi helyzete kissé javult: fizetése a konzervatóriumban emelkedett, műveiért és az Orosz Zenei Társaságtól is kapott juttatásokat. Zenekritikusi tevékenysége is jövedelmezett, hiszen rendszeresen jelentek meg írásai a Moszkvai Hírlapban.
1872 elején megbízást kapott egy kantáta megkomponálására, amelynek szövegét Nagy Péter születésének 200. évfordulója alkalmából Jakov Petrovics Polonszkij írta. Februárban és márciusban a kantátán dolgozott, majd áprilisban újra elővette A cár katonáját, amelynek partitúráját május közepére fejezte be. Kantátáját június 12-én, Karl Davidov vezényletével mutatták be. Júniusban Moszkvából vidékre, Kamenkába utazott, a Davidov család birtokára. Húga családjának ukrajnai birtokát éveken keresztül látogatta a nyugalomra és családias környezetre vágyó zeneszerző.
Kamenkában II. szimfóniájának megírása kötötte le idejét. Az ukrán népies témákra épülő művet augusztusban fejezte be. Szeptemberben a tanév megkezdésére visszatért Moszkvába. Már kevesebb ideje maradt a komponálásra, hiszen tanári munkája mellett folytatta zenekritikusi tevékenységét is. Ezért a szimfónia hangszerelésével lassabban haladt előre, de novemberre ezzel a munkával is elkészült.
A II. szimfónia 1873. február 7-én Moszkvában csendült fel először, s a közönség kedvezően fogadta. Ezt követően Alekszandr Nyikolajevics Osztrovszkij meséjéhez, a Hópelyhecskéhez komponált kísérőzenét. A művet május 23-án mutatták be a Nagyszínházban. Ezt követően Sztaszov új mű megkomponálására ösztönözte: egy Shakespeare-művet ajánlott neki, A vihart. A szokásos nyári európai utazások után, augusztusban mindössze két hét alatt vázolta fel új operájának tervét, a hangszereléshez szeptemberben kezdett hozzá. További művek is születtek ebben az időben, amelyek zeneszerzői munkásságában nagy jelentőségűek: ekkor kezdte megtalálni saját hangját, kompozíciós stílusát. A szimfonikus alkotások, operák mellett több zongoraműve is ekkor készült. A vihar című zenekari fantázia december 19-i moszkvai bemutatóját az Ötök csoportja Csajkovszkij nagy sikerének könyvelte el.
1874 januárjában a II. vonósnégyes komponálásával foglalkozott, amelyet Konsztantyin nagyhercegnek ajánlott. E művét februárban fejezte be, és március 22-én mutatták be Moszkvában.

### Az első közönségsiker

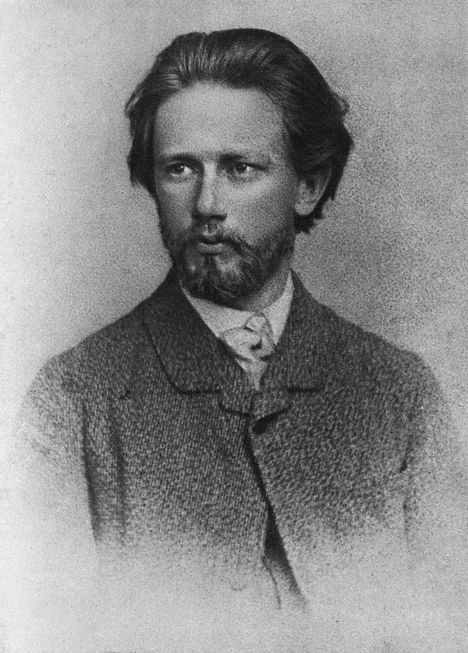
Csajkovszkij az 1860-as évek végén

1874. április 24-én került sor A cár katonája című négyfelvonásos opera bemutatójára Szentpétervárott, a Mariinszkij Színházban. A zeneszerzőt tizenötször hívták a függöny elé, ami azt bizonyította, hogy végre igazi közönségsikert aratott. Az újságokban megjelent kritikák azonban ellentmondóak voltak, a zenét és a szövegkönyvet egyaránt érték dicséretek és bírálatok. Az opera sikerét bizonyítja, hogy 1881 márciusáig tizennégyszer adták elő. Csajkovszkij ezt követően olaszországi utazásra indult. A nyár elején elhatározta, hogy az Orosz Zenei Társaság pályázatára operát komponál: Gogol vidám története, a Karácsonyéj ihlette meg. Jakov Petrovics Polonszkij librettójára hozzá is látott a komponáláshoz. A hangszereléshez júliusban kezdett hozzá, és augusztus végére készen állt a teljes mű Vakula, a kovács címmel. Szeptemberben benyújtotta partitúráját a pályázatra. Ekkor derült ki, felesleges volt a nagy sietség, ugyanis elnézte a határidőt.
December 21-én a kijevi operaházban is előadták A cár katonáját. Az opera nagy sikert aratott, és az egész évadban műsoron maradt. Januárban komponálta hegedűre és zenekarra Melankolikus szerenád című művét, majd befejezte a b-moll zongoraverseny hangszerelését. A zeneszerző több hegedűdarabot, például a Melankolikus szerenádot és a később komponált D-dúr hegedűversenyét is a magyar származású világhírű hegedűvirtuóznak, Auer Lipótnak ajánlotta. Köztük barátság is kialakult.
Télen konzervatóriumi teendői, a tanítás egyre jobban idegesítették, a tanítványokkal való vesződés bosszantotta, ingerelte, végül idegösszeomlást kapott. 1876 áprilisában látott ismét munkához: dalokat komponált, és A cár katonája moszkvai előadásának előkészítésével foglalkozott. Az operát május 16-án mutatták be, sikerrel. A Nagyszínház vezetősége ezt követően megbízta egy balett zenéjének a megkomponálásával. A hattyúk tava új lehetőségeket nyújtó feladatnak ígérkezett, és ennek Csajkovszkij nagyon örült. A szövegkönyvet Vaszilij Gelcer moszkvai balettmester írta Vlagyimir Begicsevvel, a cári színházak főintendánsával közösen. Az is örömmel töltötte el, hogy operája, a Vakula, a kovács elnyerte az Orosz Zenei Társaság pályadíját. Nyáron megírta III. szimfóniáját. A moszkvai közönség tomboló lelkesedéssel fogadta a művet az évad első filharmonikus hangversenyén.
Az év végét Párizsban töltötte. Januárban itt kezdett hozzá III. (esz-moll) vonósnégyesének komponálásához. Hazatért Oroszországba, ahol január 28-án bemutatták a Melankolikus szerenádot, majd február 6-án Péterváron is bemutatták a III. szimfóniát.
1876. február végén egy újabb mű megírása foglalkoztatta, a Francesca da Rimini. Ez nem rendelésre készült, egyik barátja hívta fel a figyelmét a történetre, amely Dante Poklának 5. énekében a szépséges Francesca és az ifjú Paolo tragikus szerelmét meséli el. Közben, március végén befejezte A hattyúk tava komponálását. Májusban megromlott egészségi állapota miatt az orvos vízkúrát rendelt számára. Vichybe utazott, majd a Montpellier melletti Palavas-les-Flots nevű fürdőhelyre. Hazafelé az útja Bayreuthon keresztül vezetett, ahol barátságot kötött Liszt Ferenccel és Richard Wagnerrel, és részt vett az első ünnepi játékokon, a Ring ősbemutatóján.
Nyáron visszatért Párizsba, ahol felvázolta a Francesca da Riminit. Innen Bécsen át Verbovkába utazott, ahol meglátogatta testvérét, Alekszandrát és családját. A nyár végét mély depresszióban élte át. Októberben befejezte új művét, majd novemberben szerb és szlovén népdalok felhasználásával megírta a Szláv indulót. Ezt követően Pétervárra utazott, hogy részt vegyen a Vakula, a kovács bemutatójának előkészületein. A próbák egyre több örömet szereztek neki, a siker reménye erősödött, ennek biztosítéka volt az is, hogy már jóval a bemutató előtt minden jegy elkelt. A decemberi bemutató azonban nem aratott sikert, az opera megbukott.

### Ismerkedése Mecknével

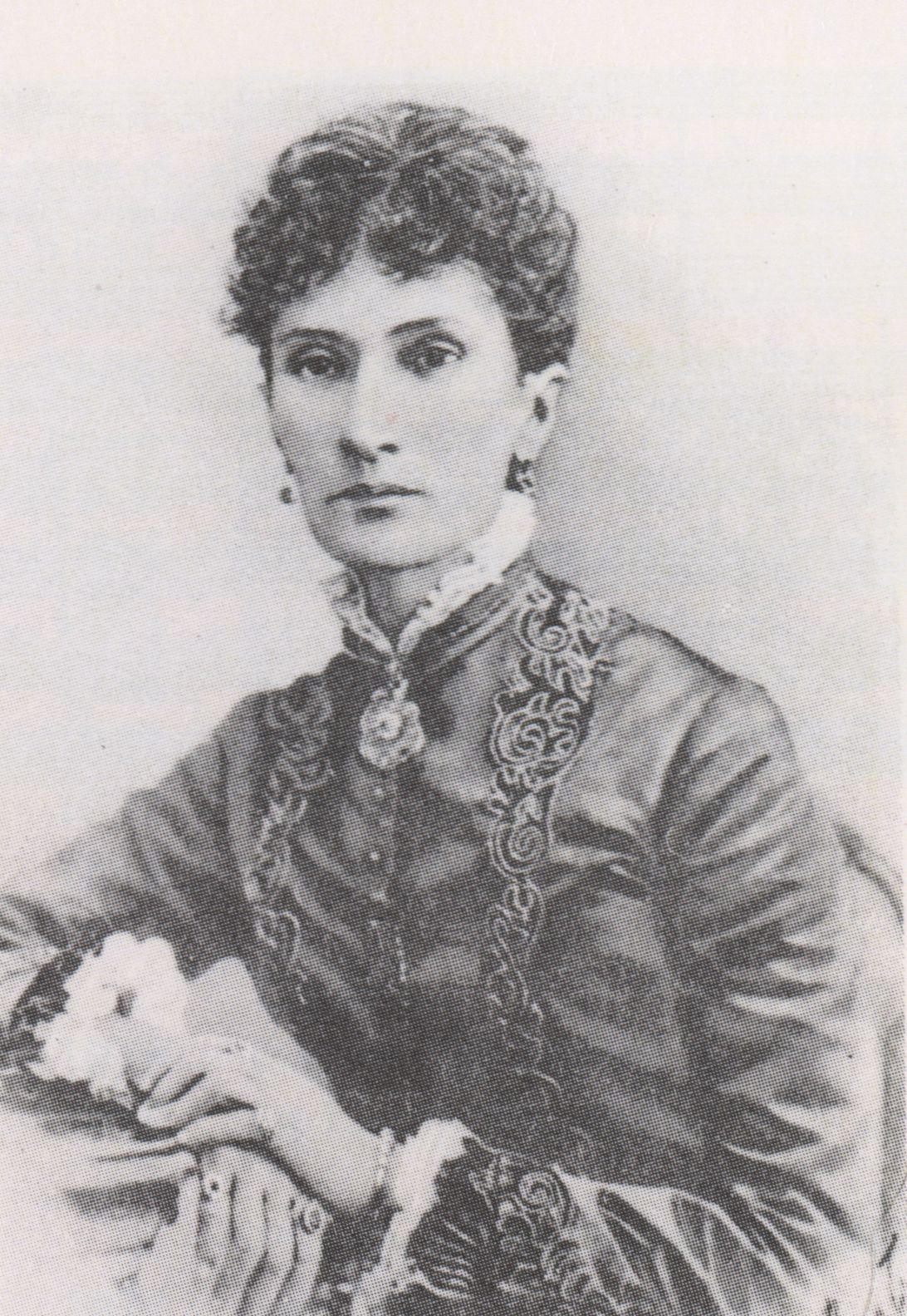
Nagyezsda von Meck

Az 1876-os karácsonyi ünnepeket betegen töltötte Moszkvában. Az év vége előtt felkereste Lev Tolsztoj, akire – saját bevallása szerint – Csajkovszkij zenéje mély hatást gyakorolt. Nem sokkal a találkozás után a gróf elutazott, de csakhamar néhány népdalt küldött Csajkovszkijnak levélben, kérve, hogy zenésítse meg őket.
Nyikolaj Rubinstejn, aki ismerte Csajkovszkij zilált anyagi helyzetét, amely néha a nélkülözésig fokozódott, említést tett erről egy gazdag mérnök özvegyének, az akkor 46 esztendős Nagyezsda von Mecknek (született Nagyezsda Filaretovna Frolovszkaja), aki már ismerte Csajkovszkij néhány művét. Meckné férje halála után nem ment férjhez ismét, hanem a világtól elvonultan élt nagy családjának, örökölt vállalatának és a zenének. Házasságából született tizenegy gyermeke közül már csak hét élt vele. Idősebbik fia segítette őt a férjétől örökölt szerteágazó üzemének vezetésében, legidősebb leánya pedig a kistestvérek nevelésével törődött. A nagy gazdagság lehetővé tette számára a nagyvonalú művészetpártolást, amelyet később Csajkovszkij is élvezett. Hogy segítsen az anyagi gondokkal küzdő zeneszerzőn, egy hegedű-zongora átiratot rendelt nála. Csajkovszkij készségesen tett eleget e megrendelésnek. A Mecknével folytatott intenzív levelezésnek köszönhetően, amelyben őszintén vallott zeneszerzői és magánéleti válságairól egyaránt, ismert Csajkovszkij életének számos pillanata. Személyesen soha nem találkoztak.
Mecknével való kapcsolata szinte megmagyarázhatatlan: miképp elégíthette ki az éveken át tartó puszta levelezés, anélkül, hogy egyszer is találkoztak volna? Csajkovszkij gyakran írt leveleiben gyenge, labilis idegrendszeréről, pszichés kényszerképzeteitől is kétségtelenül sokat szenvedett. Az sem vitás, hogy voltak életében „sötét pontok”, azonban azt, hogy homoszexualitása milyen eredetű, mértékű és kihatású volt, a levelezésből sem lehet megállapítani.
1877 januárjában komponálta hegedűre és zenekarra op. 34-es művét, a Valse scherzót, amelyet Oszip Kotyeknek, a fiatal, tehetséges hegedűművésznek dedikált. Március 4-én a moszkvai Nagyszínházban bemutatták a Hattyúk tavát. A balett nem hozta meg a várt sikert, de ennek oka a szegényes díszlet és jelmeztár volt, nem pedig Csajkovszkij zenéje. A zenekart egy félig műkedvelő karmester, Rjabov dirigálta, aki még soha életében nem került szembe ilyen bonyolult partitúrával, így ez is hozzájárult a kedvezőtlen fogadtatáshoz. Március 9-én mutatták be a Francesca da Riminit, amelyet a nagy sikerre való tekintettel többször is előadtak. Áprilisban kezdte felvázolni új művét, IV. szimfóniáját, Mecknének ajánlva.

### Házassága és válása

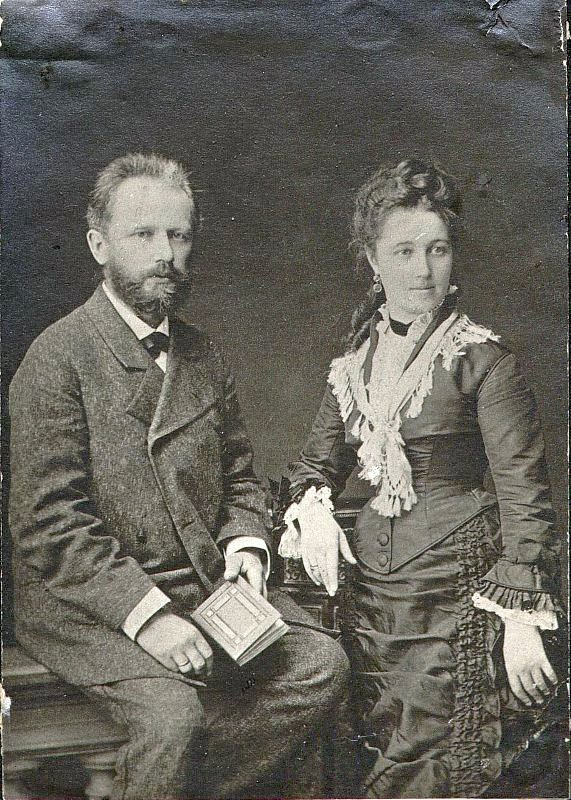
A zeneszerző és felesége

Májusban meglátogatta Jelizaveta Lavrovszkaját, a híres énekesnőt, a konzervatórium tanárát, aki a beszélgetés közben felvetette Csajkovszkijnak, hogy komponáljon operát Puskin Anyeginjéből. Az első pillanatban meghökkentőnek tetsző javaslaton Csajkovszkij hosszan gondolkodott, és csakhamar nem is találta olyan kivitelezhetetlennek az ötletet.
Miközben a IV. szimfónia vázlatain dolgozott, és már érlelődött benne az Anyegin, felbukkant életében egy nála tíz évvel fiatalabb lány. A konzervatórium növendéke volt, Antonyina Miljukovának hívták. A lány beleszeretett tanárába. Eleinte csak társaságban találkoztak, majd Antonyina leveleivel kezdte ostromolni professzorát. A Puskin-ihlette operai cselekmény és a valóság döbbenetes hasonlósága olyan mély hatással volt Csajkovszkijra, hogy találkozott a lánnyal. Arra azonban nem volt hajlandó, hogy a lányt lakásán is felkeresse. Kijelentette, hogy tőle csak barátságot várhat. Május 27-én közölte Mecknével, hogy véglegesen elhatározta Puskin Anyeginjének megzenésítését. A konzervatóriumi vizsgák után a Moszkva közeli Glebovóba utazott, Silovszkij birtokára (aki új operájának szövegkönyvét írta), ahol hozzákezdett az opera zenéjének felvázolásához. Június 27-re elkészült az első felvonással, és ekkor döntötte el, hogy hajlandó feleségül venni Antonyinát. A döntés oka valószínűleg az volt, hogy ebben az időben nősült meg Silovszkij is, aki iránt valószínűleg szexuálisan vonzódott, illetve a társadalmi nyomás, hiszen az ő korában furcsának tűnt a nőtlen férfi. Július elejére elkészült az opera kétharmada. Július 5-én Antonyina újabb sürgetésére bejelentette házasságkötési szándékát családjának. Az esküvőre július 18-án került sor. Két nappal ezután levelet írt Mecknének, amelyben arról számolt be, hogy ugyan boldogtalannak érzi magát, de az új helyzetét teljesen megszokta. Csajkovszkij – levelei szerint – tisztázta kapcsolatát, és tudtára adta feleségének, hogy csakis testvéri szeretetet várhat tőle.
Az augusztust egyedül töltötte Kamenkában, húgánál. Arról panaszkodott leveleiben, hogy képtelen dolgozni, és hogy megpróbál harcolni a felesége iránti elhidegülése ellen. Augusztus végén hozzálátott az új szimfónia hangszereléséhez. Szeptemberben Kamenkában, harmincnapos szünet után újból elővette az Anyegint, és befejezte a komponálást. Szeptember végén visszatért Moszkvába, ahol felesége új lakást szerzett számukra, de annak ellenére, hogy az asszony mindent megtett férje boldoggá tételében, életük egyre elviselhetetlenebbé vált. Végső kétségbeesésében, menekülésének egyetlen útjaként a Moszkva folyó jéghideg vizét választotta.
Az öngyilkossági kísérletet túlélte. Testvérei siettek segítségére: Anatolij Pétervárra hívta egy, Napravnyik karmesterrel való megbeszélésre. Csajkovszkij a teljes összeomlás állapotában érkezett meg. Napokig feküdt magas lázzal, önkívületben. Összeroppant idegei gyógyítására az orvosok azt tanácsolták, hogy változtasson eddigi életmódján, utazzon messzire, és feledje el a történteket.
1877. október 14-én Anatolij társaságában Berlinbe utazott. Onnan Svájcba folytatták útjukat. Első pihenőhelyükön, a Genfi-tó partján fekvő Clarens-ben, a Villa Richelieu-ben béreltek szállást. Az új környezetben megmutatkozott állapotának lassú javulása. Alkotókedve is visszatért, újból munkához látott, és folytatta az Anyegint. Két hónapi szünet után visszatért a IV. szimfóniához is, melyet a lelki válság után a „lélek gyónásának” nevezett. Rubinstejn értesítette, hogy a konzervatórium egyéves szabadságot engedélyezett a számára, Meckné pedig jelentős pénzösszeggel járult hozzá a zeneszerző felépüléséhez.
Olaszországba utazott, s onnan jelentette november végén, hogy elkészült az Anyeginnel. Decemberben, Velencében befejezte a IV. szimfóniát. Az újévet Sanremóban köszöntötte. Február 22-én a moszkvai Orosz Zenei Társaság koncertjén Nyikolaj Rubinstejn vezényletében bemutatta új szimfóniáját, de az nem aratott akkora sikert, mint azt remélte. A legtöbb újság hallgatott róla, meg sem említette.
1878. március 17-i levelében említette Mecknének, hogy egy zongoraszonátán (a nagy G-dúr szonátán) és egy hegedűversenyen dolgozik. Utóbbit április végére fejezte be. Április 24-én visszatért Oroszországba, Kamenkába. Május 12-én itt fejezte be a Karl Klindworthnak ajánlott C-dúr zongoraszonátát. Ekkor kezdett hozzá a Szent János liturgiája című négyrészes, vegyeskari egyházi művéhez. Május közepén Meckné tanácsára átköltözött Brailovba. Ott dolgozott tovább az Egy kedves hely emléke című, még Itáliában megkezdett háromrészes hegedű-zongora ciklusán. Ugyanitt fejezte be június elején a Liturgiát, és hozzákezdett a Gyermekalbumhoz (huszonnégy kis zongoradarab), amely Vlagyimir Davidovnak íródott, szeretett Bob unokaöccsének.
Júliusban levél érkezett Antonyinától, amelyben értesítette, hogy hajlandó elválni. Ez Csajkovszkijt végtelen megnyugvással töltötte el.

### AzAnyeginésAz orléans-i szűz

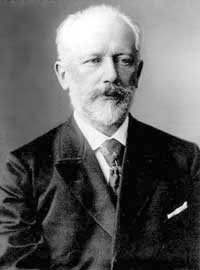
Csajkovszkij az 1880-as években

1878. augusztus 27. és szeptember 6. között komponálta I. zenekari szvitjének (d-moll) legnagyobb részét. Szeptember 9-én rendezték meg a párizsi világkiállításon, a Trocaderóban azt a nagyszabású hangversenyt, amelynek programján Csajkovszkij b-moll zongoraversenyét vezényelte és játszotta Rubinstejn. Az otthon maradt komponista bosszankodva olvasta egy kijevi újságban azt a cikket, amely közönséges támadást tartalmazott a moszkvai konzervatórium ellen. Az újságcikk Csajkovszkijról is említést tett, mindössze annyit, hogy kizárólag zenével foglalkozik, és távol tartja magát a konzervatóriumi pletykáktól. Időközben egyre ellenszenvesebbnek vélte, hogy Rubinstejn Párizsban a műveit dicsérte, továbbá egyre nyomasztóbbnak találta a konzervatórium légkörét, mivel úgy tartotta, hogy hátráltatják alkotói munkájában. Lemondott tehát tanári állásáról. Legkedvesebb tanítványa, Szergej Tanyejev zongoraművész és zeneszerző személyében megbízható utódot talált, aki elfoglalta helyét a konzervatóriumi tanári székben.
1878 végén Kamenkában dolgozott. Itt kapta a meghívást Mecknétől, hogy utazzon Firenzébe, a Villa Oppenheimbe. Csajkovszkij elfogadta az ajánlatot, és legújabb szvitjét már az olasz városban írta meg. Itt kezdett el foglalkozni egy új opera tervével is, Schiller Az orléans-i szűz című műve alapján.
Életrajzírói szerint homoszexualitását bizonyítja az a tény is, hogy sűrűn tartózkodott külföldön, olyan városokban, mint Firenze vagy Nizza, amelyek a homoszexuálisok közismert találkozóhelyei voltak.
December közepén elhagyta Firenzét, és Párizsba utazott, de ott sem maradt sokáig, és januárban, egy néhány napos dijoni kirándulás után Clarens-be ment, ahol folytatta Az orléans-i szűz komponálását. Az operát március elején fejezte be. Visszatért Pétervárra, ahol a tétlenség miatti rossz idegállapot ismét eluralkodott rajta.
1879. március közepén fivéreivel Moszkvába utazott. A konzervatórium növendékei ugyanis elhatározták, hogy bemutatják volt professzoruk operáját, az Anyegint. Március 29-én először hallhatta a moszkvai közönség az operát, a konzervatórium növendékeinek tolmácsolásában, Nyikolaj Rubinstejn vezényelt. Mielőtt a függöny felgördült volna, Rubinstejn megkérte Csajkovszkijt, jöjjön a színfalak mögé. A zeneszerző legnagyobb meglepetésére ott álltak a konzervatórium tanárai és diákjai, s Rubinstejn nagy csokor virágot nyújtott át neki. A felvonások szünetében újra és újra függöny elé hívták, de Csajkovszkij úgy érezte, hogy a taps inkább az ő személyének, mint zenéjének szól. Másnap visszatért Pétervárra. Az Anyegin bemutatójának örömét megzavarta Antonyina felbukkanása. Az asszony váratlanul lepte meg Csajkovszkijt, karját nyaka köré fonva hangoztatta, mennyire szereti. Végül Csajkovszkij pénzt adott neki, hogy Moszkvába utazhasson, ő pedig Kamenkába menekült, ahol viszonylag biztonságban érezte magát, mert Antonyina itt csak leveleivel tudta őt ostromolni.
Szeptemberben fejezte be Az orléans-i szűz komponálását. 1880. január 25-én Párizsban előadták a IV. szimfóniát. A La Gazette Musicale szerint az első tételt és a finálét a közönség hűvösen fogadta, de a Scherzo hatalmas sikert aratott, nemkülönben az Andante is. Január utolsó napjait és február elejét Rómában töltötte, közben új operájának bemutatási körülményeiről tárgyalt.
Az év első felének nagy részét ismét Kamenkában töltötte, új művek komponálásával: Hat dalkettős Tolsztoj, Szurikov verseire, írt ugyancsak Tolsztoj, Szurikov, Apuhtyin, Mickiewicz verseire Hét dalt, átdolgozta a Rómeó és Júlia nyitányt, valamint a II. szimfóniát, majd elvégezte Az orléans-i szűz partitúrájának utolsó módosításait. Augusztusban értesítette kiadóját, hogy az opera korrektúrája elkészült. Közben a kiadó, Jürgenson, óvatosan Antonyina után nyomozott, és megtudott egy kellemetlen, de lényeges dolgot. Kiderítette ugyanis, hogy Antonyina az előző év tele óta szeretőjével Moszkvában él, s gyermeke is született, akit lelencházba adott. Jürgensonnak nagy fáradságába került e bizonyítékok megszerzése. Csajkovszkij megnyugodhatott, remélve, hogy az asszony többé nem zaklatja. Októberben elkezdte az 1812 nyitány komponálását, amelyet a honvédő háború emlékére Moszkvában épült Megváltó Krisztus-székesegyház felszentelési ünnepségére szánt.
Decemberben néhány napot Pétervárott töltött, hogy az operaház karmesterével tárgyaljon Az orléans-i szűz bemutatójáról. Pétervári tartózkodása alatt még javított egy keveset az operán. A bemutatót január végére vagy február elejére tűzték ki. Ezután visszatért Moszkvába, ahol bemutatták egyik friss művét, az Olasz capricciót. A mű zajos sikert aratott. Csajkovszkij művei egyre népszerűbbekké váltak, mind gyakrabban hangzottak fel hangversenyeken. Decemberben a moszkvai sajtó élesen bírálta, amiért új operáját Pétervárnak ajánlotta fel.
1881. január 23-án a zsúfolásig megtelt moszkvai Nagyszínházban bemutatták az Anyegint. Az előadás sok tapsot kapott, de nem jutott előbbre, mivel a primadonna megbetegedett, így az operát egy ideig nem tudták játszani. A kritikák eléggé különösek voltak: néhányan Triquet kupléját tartották a legjobbnak, de Tatjánát gyengének és jelentéktelennek vélték. Mások szerint hiányzott belőle az ihlet, témáját pedig elcsépeltnek ítélték.
Februárban elkeseredetten tapasztalta, hogy Az orléans-i szűz díszletei milyen szegényesek lesznek. A színház igazgatósága, amely tízezer rubelt sem sajnált költeni más bemutatókra, most egy kopejkát sem volt hajlandó áldozni az operára. A bemutatóra február 25-én került sor. Már az első felvonás után úgy látszott, biztos a siker. Nyolcszor hívták a függöny elé, az előadás végén pedig összesen huszonnégyszer tapsolták ki. A bemutatót követő napon Csajkovszkij ismét útra kelt: első állomása Bécs volt, majd Firenzébe utazott tovább. Közben az előre megszervezett sajtótámadások hatására az operáját levették a műsorról.

### További sikerek
Márciusban Rómában értesült Nyikolaj Rubinstejn haláláról, és azonnal hazatért. Március 28-án újabb halálhírről értesült: elhunyt Muszorgszkij. Közben Meckné értesítette arról, hogy az anyagi csőd szélére került, de biztosította róla, hogy nagyvonalú támogatásait megpróbálja a jövőben is folyósítani. A májust már Kamenkában töltötte. Húga megbetegedett, húgának férje pedig elutazott, így ő lett a család feje, s rengeteg időt töltött a gyerekekkel. Nyáron az orosz templomi zenét tanulmányozta. Ősszel, Moszkvába érkezése után a moszkvai konzervatórium igazgatósága a Rubinstejn halálával megüresedett igazgatói állásra Csajkovszkijt hívta meg, de ő elutasította a felkérést. Novemberben újból történelmi témával foglalkozott: ezúttal az orosz történelmi múlt egyik hőse, Mazeppa alakja ihlette meg. December elején visszatért Rómába, ahol találkozott Liszt Ferenccel, akinek ekkor ünnepelték 70. születésnapját.
December 16-án Bécsben, a Filharmonikus Társaság hangversenyén Adolf Brodszkij eljátszotta a hegedűversenyét. Eduard Hanslick híres zenekritikus a Neue Freie Presse hasábjain durván támadta a művet. Annak népies hangzását rótta fel a komponistának, és egy mondást idézett: vannak festmények, amelyek szemlélése során az ember bűzt lát. Csajkovszkij hegedűversenye példája annak, hogy létezik zene, amelynek hallatára az ember bűzt érez.
Az év végén Itáliába utazott, ahonnan keserűen írta kiadójának, hogy műveit egyre kevesebbet játsszák. 1882 januárjában triót komponált Nyikolaj Rubinstejn emlékére. Július közepén a Mazeppa vázlatain dolgozott, majd augusztusban visszatért Kamenkába, ahol megkomponálta a Hat zongoradarabot. Augusztus 20-án, a moszkvai Ipari és Iparművészeti Kiállításon rendezett hangversenyen mutatták be az 1812 nyitányt. Októberben hozzákezdett a Mazeppa hangszereléséhez, 30-án pedig a Rubinstejn emlékére írt trió bemutatására került sor.
Novemberben levelet kapott Balakirevtől, aki arra kérte, hogy komponáljon egy szimfóniát Byron Manfrédja alapján. 1883 márciusában a moszkvai Orosz Zenei Társaság felkérte, komponáljon kantátát a koronázási ünnepségre. Librettóját azzal a kéréssel küldték meg, hogy április közepére készüljön el. E munkája miatt lemondott tervezett itáliai útjáról. A Koronázási indulót június 4-én mutatták be. Nyáron befejezte a Mazeppát, amelynek bemutatójáért mind Moszkva, mind Pétervár versengett. November végén Moszkvában tizenhat év múltával ismét előadták az I. szimfóniát a Zenei Társaság koncertjén. Bosszantotta, hogy a Mazeppa bemutatójának előkészületei elkeserítő lassúsággal haladnak. Moszkvai tartózkodása alatt eljátszotta új szvitjét néhány vezető muzsikusnak, akik helyeselték munkáját. A karácsonyt és az újévet is Moszkvában töltötte, a Mazeppa próbáira várva, amelyek 1884 januárjában végre elkezdődtek. A művet február 15-én mutatták be a Nagyszínházban. A kritikák meglehetősen elnézőek voltak az operával és szerzőjével szemben. Február 19-én Pétervárott is színre vitték. A zeneszerző távolléte jelentősen csökkentette a sikert, de a bemutatón jelenlévő cár elégedett volt a darabbal, és március 7-én a Szent Vlagyimir rend IV. fokozatával tüntette ki Csajkovszkijt.
Áprilisban Kamenkában, zongorázás közben új témát gondolt ki. Ez volt a csírája a későbbi Koncertfantáziának. A mű szeptemberre készült el. Október 31-én jutott el az Anyegin a pétervári Nagyszínház színpadára, ahol az előadást Napravnyik vezényelte. Az opera sikert aratott, de ez már nem volt szokatlan. Novemberben ismét külföldre utazott: Berlinben, majd Davosban töltött néhány napot. November végén Münchenbe, innen Párizsba ment. Ebben az időben dolgozta át a Vakula, a kovács című opera néhány részletét, s új számokat is komponált hozzá.
1884. január 27-én a cár és a cárné jelenlétében Pétervárott előadták az Anyegint, majd 28-án Moszkvában a szvitet. Itt talált rá Ippolit Spazsinszkij A varázslónő című librettójára, amelynek egyes jeleneteiről úgy tartotta, hogy hatásosak lennének operaszínpadon.
Ebben az időszakban hangulatváltozás állt be életében, és az otthonteremtés vágya foglalkoztatta. Inasát bízta meg, hogy keressen lakást Moszkva és Pétervár között. Februárban költözött új lakásába, Majdanovóba.
Március elején bemutatták Moszkvában a zongorára és zenekarra írt Koncertfantáziát. Ez Moszkvában és később Pétervárott egyaránt nagy sikert aratott. Áprilisban kezdett hozzá a Manfréd szimfónia első vázlatához. Emellett a Vakula, a kovács átdolgozását is végezte, amely később az Okszána szeszélye, majd véglegesen A cárnő cipellői címet kapta. Közben megválasztották az Orosz Zenei Társaság moszkvai tagozatának igazgatójává, és ideiglenesen elvállalta a moszkvai konzervatórium igazgatását is. Szeptemberben kórusművet komponált a Jogakadémia megalapításának 50. évfordulójára, és hozzákezdett A varázslónő komponálásához. Októberben fejezte be a munkát, majd decemberben Moszkvába utazott megbeszélni a bemutatót, de semmi esély nem volt arra, hogy az évadban még bemutassák.

### Népszerűségének csúcsán
Április 5-én indult el kaukázusi útjára. Taganrogban két napig Hippolit testvérénél vendégeskedett. Május 1-jén, szombaton este Tifliszben az Orosz Zenei Társaság Csajkovszkij műveiből rendezett hangversenyt, amelyen a komponistát példátlan ünneplésben részesítették. Május 6-án ez a nagy ünneplés megismétlődött a Mazeppa előadásán. Májusban az Armenyija nevű hajón utazott el a Kaukázusból a Fekete-tengeren Konstantinápoly felé, majd onnan tovább hajózott Marseille-be. Onnan Párizsba utazott, ahol megismerkedett a francia zenei élet néhány vezető személyiségével. Barátságot kötött Edouard Lalóval, Léo Delibes-bel, Ambroise Thomas-val, Charles Lamoureux-val és Charles Gounod-val. Párizsban is dolgozott A varázslónőn. Június végén visszatért Majdanovóba, de csak októberben kezdett hozzá új művének hangszereléséhez. Közben Pétervárra látogatott, ahol jóleső érzéssel győződött meg egyre növekvő népszerűségéről. Ezt nemcsak a zeneszerzők barátságos fogadtatása bizonyította, hanem az is, hogy jóakarója, Sztaszov révén jelentős pénzjutalmat kapott, amelyet az évad legjobb zenei újdonságának, a Manfrédnak ítéltek oda. Decemberben megkezdődtek a Vakula, a kovács új változatának, az Okszana szeszélyének zenekari próbái. Hosszú idő után Csajkovszkij ismét kezébe vette a karmesteri pálcát, és leküzdve beteges izgatottságát, félénkségét, ő irányította a próbákat. Március elején ismét Pétervárra utazott, hogy vezesse a Filharmonikus Zenekar próbáit, majd 17-én a nemesi klubban rendezett hangversenyen először lépett karmesterként a pétervári közönség elé saját műveivel. Májusban Majdanovóban befejezte A varázslónő teljes hangszerelését, és Moszkván keresztül ismét a Kaukázusba utazott. Nyáron IV. szvitjén, a Mozartianán dolgozott. Mivel ebben az esztendőben volt kedvelt Mozart-operája, a Don Giovanni bemutatójának századik évfordulója, Csajkovszkij ezzel a művével kívánt az eseményre emlékezni.
Októberben Pétervárott megkezdődtek A varázslónő próbái. A darabot november 11-én mutatták be a zeneszerző vezényletével, nagy sikerrel. Ezt követően Moszkvába utazott, ahol 26-án elvezényelte a Mozartianát. Az újságok melegen és szívélyesen írtak róla, mint zeneszerzőt és karmestert egyaránt dicsérték. Csajkovszkij népszerűsége és tekintélye egyre fokozódott, a legnépszerűbb zeneszerző lett Oroszországban.
Decemberben indult el újabb nagy nyugat-európai hangversenykörútjára, ezúttal mint saját műveinek karmestere. Rövid taganrogi családi látogatás után úgy döntött, hogy új lakásba költözik. Inasa új házat vásárolt távollétében Frolovszkojéban. A költözés mellett tovább komponált. Figyelmét ezúttal Shakespeare Hamletje ragadta meg. Ugyanekkor kezdett hozzá V. szimfóniájához.

### ACsipkerózsikaés aPikk dáma

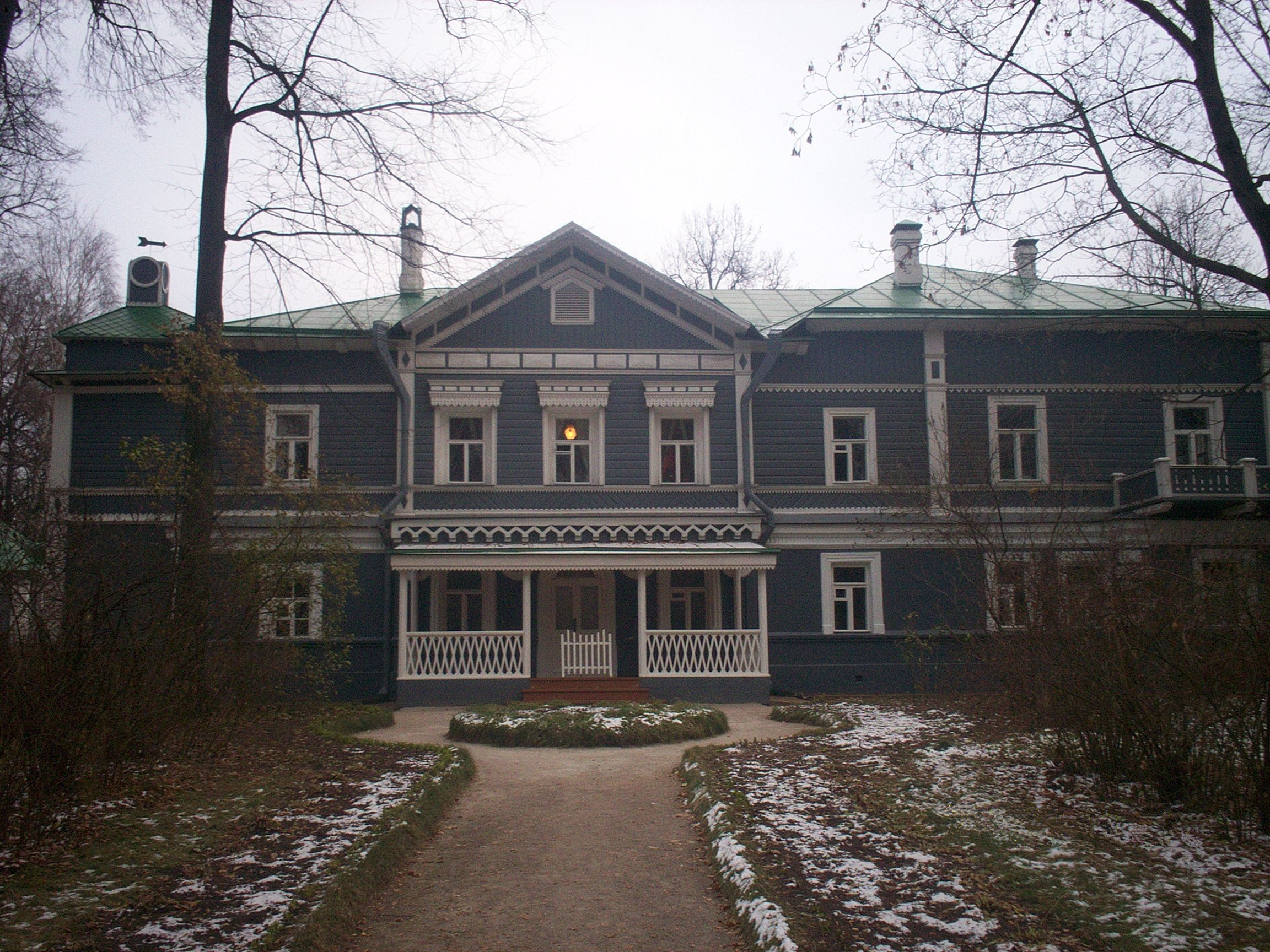
Csajkovszkij otthona Klinben

1889 januárjában készült el új művének, a Csipkerózsikának vázlataival. Kedvvel dolgozott, hiszen a cselekmény, melyet Petipa, a neves balettmester Charles Perrault meséje nyomán állított össze, A hattyúk tavát is felülmúló zene komponálására ösztönözte. A mű létrejöttét politikai események is befolyásolták. 1881-ben trónra került III. Sándor, akinek uralkodása alatt feltámadt a XIV. Lajos francia király versailles-i udvarára jellemző pompa és ragyogás utáni nosztalgia. Ezeknek részét képezték az udvari mulatságok, a látványos balettprodukciók. A Cári Színházak élére került Ivan Vszevolozsszkij a korábbiaknál nívósabb balettelőadásokkal kívánta szórakoztatni a cári udvart és az előkelő pétervári közönséget. Tőle származik a versailles-i pompájú mesebalett-előadások gondolata. A díszleteket és a jelmezeket is ő maga tervezte, a zene elkészítésére pedig Csajkovszkijt kérte fel. Vszevolozsszkij 1888 augusztusában azzal adta át a Csipkerózsika szövegkönyvét Petipának, hogy Csajkovszkij számára készítsen belőle balettprogramot.
Februárban elindult második európai koncertturnéjára, majd áprilisban ismét Tifliszbe kirándult. A nyarat Frolovszkojéban töltötte, ahol minden idejét a Csipkerózsika komponálása, hangszerelése foglalta le. Szeptember végén Moszkvába ment. Tőle várták, hogy külföldi karmesterek meghívásával felfrissítse a moszkvai Orosz Zenei Társaság hangversenyeit. Az Anyegin felújításának próbáit is ellenőrizte. Szeptember 30-án új, díszesebb kiállításban adták elő vezényletével az operát. Pétervárra utazott, ahol újabb feladat várt rá: az Anton Grigorjevics Rubinstejn tiszteletére tervezett jubileumi fesztivál előkészítésében kellett részt vennie. Január 15-én a Mariinszkij Színházban került sor a Csipkerózsika bemutatójára. Az előadáson a cári család is megjelent. Január 16-án Moszkvába utazott, ahol két nappal később egy koncerten vezényelt.
A cári színház igazgatósága új opera komponálásával bízta meg, Puskin A pikk dáma című elbeszélése alapján. Csajkovszkij attól tartott, hogy Moszkvában nem talál nyugalmat, és úgy döntött, külföldre utazik komponálni. Január végén Firenzébe utazott. Távollétében Moszkvában bemutatták A varázslónő átdolgozott változatát. Március 15-én befejezte A pikk dáma komponálását, majd hamarosan a zongorakivonattal is meglett. Kilenc hét megfeszített munka után úgy döntött, hogy Rómába megy pihenni. Csak májusban tért vissza birtokára, ahol júniusban megkomponálta a Firenzei emlék (Souvenir de Florence) című vonósszextettet. Augusztusban átköltözött Kamenkába, és ott maradt szeptember 13-ig. Ezután Tifliszbe utazott, ahol levelet kapott Mecknétől, aki sajnálattal tudatta vele, hogy képtelen a továbbiakban anyagiakkal támogatni. Csajkovszkij válaszlevelében megnyugtatta, hogy ez már nem érinti érzékenyen, hiszen művei szépen jövedelmeznek.
Csajkovszkij levelére azonban többé nem érkezett válasz. E mély lelki megrázkódtatás elől ismét a munkához menekült. Ősszel Tifliszben felvázolta A vajda című szimfonikus balladát. November 1-jén az Orosz Zenei Társaság tifliszi tagozatának koncertjét vezényelte, melyen kizárólag az ő művei szerepeltek. November közepén Pétervárra ment, hogy részt vegyen A pikk dáma próbáin. December 18-án zajlott le az opera főpróbája az uralkodó és a pétervári előkelőségek jelenlétében. Egy nappal később került sor az ősbemutatóra. Napravnyik mint karmester mindenkit felülmúlva biztosította az opera sikerét. A kritika mégis elítélően írt a librettóról éppúgy, mint Csajkovszkij zenéjéről, legfeljebb a hangszerelésben ismerték el egyedülálló művészetét.
Februárban megbízást kapott a Jolánta című egyfelvonásos opera és A diótörő balett komponálására. Márciusban Frolovszkojéból Péterváron keresztül Párizsba utazott. Április 18-án innen indult amerikai útjára. New Yorkban találkozott Maurice Renault-val, a Music Hall Company of New York elnökével, aki arra kérte, halassza el a hazautazását május 24-re, mert további hangversenyeken is számítanak fellépésére. Impresszáriója erről hallani sem akart. Elsétált a Music Hallba, ahol a zenekar karnagya, Walter Damrosch melegen üdvözölte. Május 2-án próbált először. A hatalmas teremben, amelyet Andrew Carnegie acélmágnás építtetett, még folytak az utolsó munkálatok, a szerelők lármáztak, ki-be járkáltak. A zenekar rossz elhelyezése miatt a hangzás is kiegyenlítetlennek tűnt. Ez nagyon rosszkedvűvé tette Csajkovszkijt.
Május 5-én ünnepélyes keretek között megnyitották az új hangversenycsarnokot. Hosszúra nyúló beszédek után megkezdődött az előadás, Csajkovszkij a zenekari indulóját vezényelte. Az Egyesült Államokban koncertezett még Baltimore-ban és Philadelphiában is, majd visszatért New Yorkba, ahol a Metropolitanben lépett fel egy koncert erejéig. Május 21-én szállt hajóra Európa felé.
Júniusban majdanovói házába költözött vissza, ahol A diótörőn dolgozott, és A vajda című szimfonikus balladát hangszerelte. Október végén Moszkvába ment, hogy jelen legyen A pikk dáma bemutatóján, és vezényeljen Alekszandr Iljics Zilotyi koncertjén, amelyen az Adam Mickiewicz költeményére írt, A vajda című szimfonikus ballada is szerepelt. A pikk dáma moszkvai bemutatóján, november 16-án elismerőbb fogadtatásban részesült, mint Péterváron. Két nappal később A vajda című művét vezényelte. Decemberben befejezte a Jolánta hangszerelését, majd a hónap végén ismét európai hangversenykörútra indult. Ősszel valóra váltotta régi tervét: házat vásárolt a Moszkvához közeli, hatalmas erdőségek övezte járási székhelyen, Klinben.

### Utolsó évei és halálának körülményei

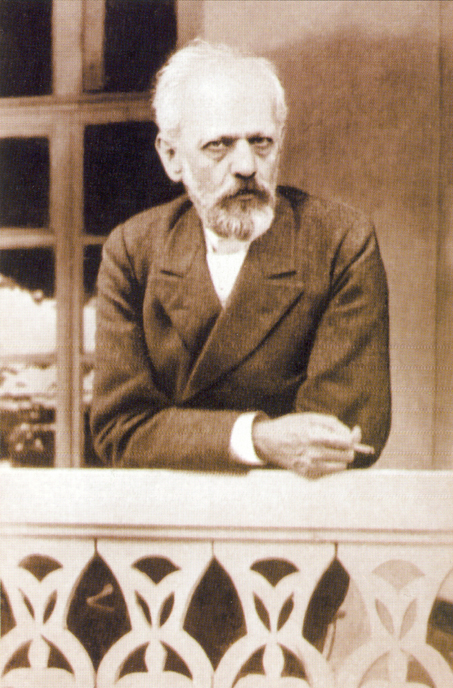
Az idősödő Csajkovszkij

Életének utolsó éveit nagyrészt Moszkva környékén, Majdanovóban, valamint a Moszkvától 90 km-re fekvő Klin déli részén álló, emeletes faházában töltötte. Itt gyakran felkeresték barátai, tanítványai. Nemegyszer játszották együtt az újabb orosz és nyugati zeneműveket, gyakran keveredtek heves vitákba az alkotóművészet kérdéseiről. Ebben az időben még konokabbul és erőteljesebben dolgozott. Szigorú munkarendet állapított meg magának, csak a legritkább esetben tért el tőle. Nap mint nap előre meghatározott mennyiségű időt töltött munkával. Ez a fokozott munkatempó, a munkába való menekülés, a külföldi utazások egyre súlyosbodó belső meghasonlást sejttettek. Pedig látszólag nyugodt és boldog volt az élete: nevét magasba emelte a világhír, várta kellemes otthona, anyagi helyzete sem adott okot aggodalomra. Meckné évi 6000 rubelje sem hiányzott, azt azonban fájlalta, hogy Nagyezsda – hivatkozással megingott anyagi helyzetére – megszüntette kapcsolatukat, pedig az asszonynak ezután is jelentős vagyona maradt. Húgának, barátainak halála is súlyos teherként nehezedett rá.
1892-ben rövid pétervári látogatás után Majdanovóban folytatta A diótörő hangszerelését. Márciusban egy szimfonikus koncerten vezényelte a Rómeó és Júlia nyitányt, valamint az új balettjéből készült Diótörő szvitet. A színes hangszerelésű mű nagy sikert aratott.
Júniusban Vichybe látogatott, mivel orvosa ismét vízkúrát ajánlott neki. Miután visszatért, papírra vetette VI. szimfóniájának első vázlatát. Rövid prágai kitérő után, ahol részt vett A pikk dáma ottani bemutatóján, visszatért Pétervárra, és belemerült a Jolánta és A diótörő bemutatójának előkészületi munkáiba. December 18-án Pétervárott, a Mariinszkij Színházban egy estén mutatták be Csajkovszkij utolsó, egyfelvonásos operáját és A diótörőt. A közönség nagy tetszéssel fogadta mindkét művet, a hivatalos kritika annál kevésbé.
1893. január 10-én Brüsszelben dirigált, majd Párizsba utazott, onnan pedig Odesszába A pikk dáma ottani bemutatójára. Unokatestvére, Andrej Petrovics Csajkovszkij, a 98. gyalogezred parancsnoka megkérte, komponáljon az ezrednek indulót.
Klinben a VI. szimfónián dolgozott, vázlatokat készített a III. zongoraversenyhez, és tizenöt nap alatt komponált 18 darabot zongorára. Elkészült az op. 73-as számot viselő Hat dal és az Éjszaka szoprán, alt, tenor és basszus éneknégyesre, zongorakísérettel, saját szövegére. Júniusban Londonba utazott. A cambridge-i egyetemen díszdoktorrá avatták. Közben heves, szűnni nem akaró fejfájás gyötörte. Augusztusban Klinben fejezte be új szimfóniáját. Szeptember első napjaiban értesült régi jóbarátjának, Apuhtyinnak, a költőnek haláláról. Néhány nappal később Konsztantyin nagyherceg elküldte neki Apuhtyin Requiem című versét azzal a megbízatással, hogy komponáljon rá zenét. Válaszában Csajkovszkij mély tisztelettel ugyan, de visszautasította a megbízatást: „a Requiem hangulata azonos új szimfóniámmal – különösen a Fináléval. Ugyanazt mondja el VI. szimfóniám”.
Október 19-én örökre elhagyta Klint. Pétervárra utazott, ahol a VI. szimfónia bemutatóját vezényelte az Orosz Zenei Társaság koncertjén. Bár a közönség tapsolt, és a zeneszerzőt többször kihívták, a siker mégsem volt olyan nagy, mint más művek bemutatója után. Az újságok sem írtak olyan elismeréssel, mint amilyent Csajkovszkij remélt. A szimfóniát Csajkovszkij Patetikus szimfóniának nevezte el.
November 1-jén, szerdán még teljesen egészséges volt. Este barátaival az Alekszandr-színházba ment, megnézték Alekszandr Nyikolajevics Osztrovszkij Egy forró szív című színdarabját. A színházi előadás után barátaival étterembe ment. Életrajzírói feljegyezték azt az ellenőrizhetetlen mendemondát, amely szerint Csajkovszkij – a szokásos makaróni és fehérbor mellett – kért a pincértől egy pohár vizet is. Bár figyelmeztették, hogy a városban pusztító kolerajárvány miatt a forralatlan víz fertőzésveszélyes, Csajkovszkij megitta a vizet. November 2-án erős gyomorfájással ébredt. Mégis felkelt, felöltözött, és 11 óra tájban Napravnyikhoz ment. Csakhamar visszatért. Orvost nem hívatott, mert úgy érezte, hogy jobban van. Mellette volt bátyja, Modeszt. A délután folyamán Csajkovszkij állapota rosszabbodott, ezért Modeszt orvost hívott. Negyed 9-kor az orvos megérkezett, s a vizsgálat után felismerte a helyzet komolyságát. Csajkovszkij fájdalmai egyre növekedtek. November 6-án (a julián naptár szerint október 25-én), nem sokkal hajnali három óra után Csajkovszkij meghalt. A nagy zeneszerző halálhíre hihetetlen gyorsasággal terjedt szerte a városban.
A gyászszertartást és a temetést november 10-én tartották meg.
Halálának okát továbbra is rejtély övezi. A körülményeket a következő elméletek foglalják össze:
- Fertőzött víz okozta kolera: a hivatalos feljegyzések szerint Csajkovszkij kolerában hunyt el, miután fertőzött vizet ivott. Kérdéses azonban, hogy mikor fertőződött meg. A zenetörténészek egy része valószínűsíti, hogy ez már az életrajzban megemlített vacsora előtt megtörtént. A kolera abban az időben gyakran felütötte fejét Szentpéterváron, néhány nappal halála után a Névában fertőzési gócpontot azonosítottak. Egyes feltételezések szerint a fertőzést az okozhatta, hogy a vendéglőben a forralt vizet forralatlannal keverték. Ugyancsak feltételezés, hogy a már fertőzött Csajkovszkij gyomorbántalmai enyhítésére ásványvizet ivott, ami semlegesítette a gyomorsavat, ezzel elősegítve a kolera bacilusának gyors terjedését.
- Szexuális úton szerzett kolera: egy másik elmélet szerint kevésbé higiénikus szexuális szokásai miatt kapta el a fertőzést szentpétervári férfi prostituált(ak)tól. Ez valószínűleg kitudódott, és a homoszexualitását féltve őrző Csajkovszkij valószínűleg megjátszotta a vacsorai vízivást. Feltételezik, hogy orvosai is tudtak erről, de mivel jeles közéleti személyiségnek számított, támogatták ötletét.[129]
- Öngyilkosság becsületbírósági ítéletre: Alekszandra Orlova orosz zenetörténész 1979-es elmélete szerint, Nyikolaj Boriszovics Jacobi főügyész tudomást szerzett Csajkovszkij életviteléről, és egy becsületbíróságot hívott össze annak érdekében, hogy elkerüljék a nyilvános botrányt. Jacobi feleségének feljegyzéseiből ismert, hogy férje elmondta neki a zeneszerzőre kimondott ítéletet. A feljegyzések szerint erre a bírósági találkozóra egy-két nappal Csajkovszkij betegsége hírének felröppenése előtt került sor. Ezt az elméletet megerősítették brit orvosok is az 1990-es évek elején, akik a zeneszerző orvosának feljegyzéseit tanulmányozva arra a következtetésre jutottak, hogy a tünetek nagyon hasonlítottak az arzénmérgezésre. Mivel a tünetek nagyon hasonlítanak a kolera tüneteire, ezáltal elkendőzhetővé vált az öngyilkosság. Az arzénmérgezés elmélete pontosan a tünetek hasonlósága miatt támadható.[130]
- Öngyilkosság cári rendeletre: egy másik elmélet szerint maga III. Sándor cár rendelte el Csajkovszkij öngyilkosságát, amikor tudomást szerzett homoszexualitásáról. Az elméletet Robert Aloys Mooser svájci zenész propagálta a szentpétervári cári színház zeneszerzőinek jelentéseire alapozva, akik azt állították, hogy a cár fülébe jutott, hogy a zeneszerző megrontotta Modeszt fivérének gondozóját (erről a tényről több említés is történik Csajkovszkijhoz közel álló emberek feljegyzéseiben).[129]
- Öngyilkosság lelki problémák miatt: eszerint Csajkovszkij súlyos személyes problémái elől menekült öngyilkosságba (ezzel már korábban is próbálkozott, de testvéreinek köszönhetően megmenekült). A problémákat valószínűleg unokaöccse, Vlagyimir Davidov iránt érzett vonzalma okozta. Lelkiállapotával hozzák kapcsolatba utolsó szimfóniájának tragikus hangvételét is.[131]

## Művészete

### Stílusa
Csajkovszkij művészete eltért az Ötökétől, hiszen velük ellentétben konzervatóriumot végzett, szimfóniáit többé-kevésbé a nyugat-európai szokásokhoz azonosulva, klasszikus stílusban írta. Másrészt bőségesen idézte a népdalokat és a zenéje tagadhatatlanul orosz volt, ebben viszont azonosult a csoport által képviselt nemzeti zenei irányzattal. Csajkovszkij sosem volt jó véleménnyel Milij Alekszejevics Balakirevről és köréről. Alapjában véve konzervatív lévén, képtelen volt elfogadni Muszorgszkij „igazságát” és azt a laza szerkezetet, amely a kör tagjai által komponált zenék jó részét jellemezte. Az ő művészete sokkal jobban igazodott az európai hagyományhoz. Híressé érzelmes dallamkincse tette. Sajátosan orosz dallamok voltak ezek, bensőségesek, sokszor fájdalmasak, modális csengésűek, némi neurotikus beütéssel, „s olyan szívbe markolók, mint egy sikoly a sötét éjszakában” – írta dalairól Eduard Hanslick bécsi zenekritikus. Zenéjének érzékisége tulajdonképpen sajátos életmódjának transzponálása: rendkívül érzékeny és visszahúzódó egyéniség volt, gyakran került neurotikus állapotba, idegölő volt számára, hogy titkolnia kellett homoszexualitását, többször kapott idegösszeroppanást. Ez a túlzott érzékenység, amely Csajkovszkij minden leírt hangjegyében benne van, többféleképpen hatott hallgatóságára. A legtöbben kezdettől fogva élvezték azt az érzelmi fürdőt, amelybe a zeneszerző merítette őket. A tartózkodóbbak vagy egyből elutasították az üzenetét, vagy megvetették magukat azért, hogy reagálnak rá. „Egy zeneköltő legyen férfiasabb! Volt valami zavaró, sőt erkölcstelen ebben a hisztérikus zenében” – írta zenéjéről ugyancsak Hanslick. Életrajzíróinak véleménye eltérő annak megítélésében, hogy mennyiben befolyásolta alkotásait homoszexualitása, és hogy ez zeneileg miképp fejeződött ki műveiben. Alkotásainak elemzői például a Firenzei emlék című vonósszextettben ilyen élmény művészi kifejezését vélték felfedezni.
Csajkovszkijt sok zeneértő és muzsikus hosszú időn át megvetette. A legutóbbi években kezdődött műveinek átértékelése. Elismerő kritikák jelennek meg a hangszereléséről, erről a sötét tónusú, mégis csillogó és tökéletesen kiszámított hangzásról. A három utolsó szimfónia szerkezetét úgy tekintik, mint a klasszikus szimfónia követelményei és az utóromantika új formái közötti sikeres kompromisszumot. A posztromantikusok közül egyedül Johannes Brahms vetette meg a lábát ilyen szilárdan a hangverseny-repertoárban. Csajkovszkij három utolsó szimfóniáját, három balettjét (A hattyúk tava, A diótörő és a Csipkerózsika), a b-moll zongoraversenyt és a D-dúr hegedűversenyt, továbbá a Rómeó és Júlia nyitányfantáziát és két operáját, az Anyegint és A pikk dámát mindenütt és gyakran játsszák. Majdnem ugyanilyen népszerű a Manfréd szimfónia, a Francesca da Rimini, az Olasz capriccio, a Hamlet nyitányfantázia és a Vonósszerenád. A dalénekesek máig műsoron tartják dalait.
Naplójában és leveleiben arról is írt, milyen zenét szeret és milyet nem. Wagner untatta, Brahms muzsikáját pedig lenézte: „Dühít, hogy ezt az önhitt középszert zseninek kiáltják ki. Holott hozzá képest Raff óriás, nem szólva Rubinstejnről, aki még mindig nagy és eleven személyiség”. Beethovennel szemben fenntartásai voltak: „Meghajolok egyes műveinek nagysága előtt, de nem szeretem.” Mozart volt az a zeneszerző, akit mindenekfelett imádott, és ebben sok kortársával osztozott, nemcsak Oroszországban, hanem egész Európában: „a zene Krisztusának” nevezte. A barokk hidegen hagyta. „Szívesen játszom Bachot… de nem tartom nagy lángelmének (mint egyesek). Händel számomra negyedrangú muzsikus, és még csak nem is szórakoztat.” Két másik nagy, Beethoven előtti zeneszerzőről szólva: „Gluckhoz vonzódom, viszonylagos szegényessége ellenére. Haydn némelyik művét is szeretem.”
Mint Mozart és a klasszikus szerzők követője, igyekezett megfelelő formába önteni a saját zenéjét, egész életében az építkezés gondjaival küszködött. Eltérően az Ötöktől, erősen foglalkoztatta a forma. Hiányzott viszont belőle az a fajta logika és fantázia, amely a különféle elemeket szerves egésszé képes összeforrasztani. Korai szimfóniáinak szerkezete a folttechnikára emlékeztet: abbeli igyekezetében, hogy működjék a dolog, telerakta őket érdektelen tömítésekkel. Csak a IV. szimfóniájától kezdve fejlesztette ki azt a formát, amely megfelel zenéje lelkes, táncos, természetesen spontán és lírai természetének. Erről a következőképpen vélekedett: „…Amit szenvedéllyel írtam, most kritikus vizsgálatnak kell alávetnem, kijavítanom, kiterjesztenem, és ami a legfontosabb, tömörítenem, hogy beleférjen a megfelelő formába. Néha kedvünk ellenére, könyörtelenül meg kell tennünk ezt, s kiirtani olyasmiket is, amiket szeretettel és ihlettel írtunk. Amiatt nem panaszkodhatom, hogy kevés találékonysággal vagy fantáziával rendelkezem, de mindig éreztem, hogy nem tudok bánni a formával. Csak a kitartó munkának köszönhetem, ha végül sikerül megvalósítanom azt a formát, amely többé-kevésbé megfelel a tartalomnak. A múltban gondatlan voltam. Nem ismertem föl az előzetes vázlat kritikai vizsgálatának rendkívüli fontosságát. Az egymást követő epizódok lazán kapcsolódtak egymáshoz, és mindig meglátszott a varrat. Ez komoly hiba volt, és csak évek múltán kezdtem hozzá a kijavításához. A kompozícióim mégsem lesznek soha a forma mintapéldái, mert ami rossz, azt csak korrigálni tudom, de nem tudok belsőleg megváltozni.”

### Szimfóniák
Csajkovszkij első szimfóniáit rendszerint optimista, nemzeti jellegű műveknek tartják. Az első szimfóniát tartják a zeneszakértők a leggyengébbnek. A mű a klasszikus szimfónia szabályait szem előtt tartva született meg, de már érződnek benne a zeneszerző későbbi egyéni stílusára jellemző jegyek, mint például a gazdag dallamképzés. A második szimfónia az egyik legismertebb, két változata közül napjainkban a másodikat játsszák. A harmadik szimfónia öt tételből áll és leginkább Robert Schumann harmadik szimfóniájához hasonlít. Csajkovszkij a klasszikus szimfónia-formát megtöri, hogy ezáltal jobban kifejezésre juttassa érzelmeit. Szintén újításként hat, hogy táncritmusokat sző a tételekbe, ezáltal kiszélesítve a szimfonikus zenei kontrasztot.
A három utolsó szimfónia azonban a bevett kánonok valamennyi szabályát megszegi, de Csajkovszkij itt olyasfajta szintézist ért el, amely szerkezetileg éppolyan meggyőző, mint bármelyik Brahms-szimfónia – a keringőik, indulómotívumaik és egészen szabad formáik ellenére. A következetes emocionális vonal és kidolgozás jellemzi őket, és mert gondolataikat ingadozás nélkül és természetesen fejezik ki. Csajkovszkij a szimfonikus formával küszködve még három szimfóniát írt, s a problémát úgy kerülte meg, hogy szviteknek nevezte őket.

### Balettjei
Pjotr Iljics Csajkovszkij első balettje, A hattyúk tava – a 19. századi klasszikus orosz balettek gyöngyszeme – az Anyegin című operával egy időben, 1875–76-ban készült. „Már régen szerettem volna megpróbálkozni ezzel a műfajjal” – írta Csajkovszkij a balett komponálása közben Rimszkij-Korszakovnak, mintegy magyarázkodásul, mivel az akkor már elismert zeneszerző balett iránti érdeklődése nagy feltűnést keltett orosz zenei körökben. Akkoriban ugyanis „komoly” zeneszerző nem vállalkozott balettzene komponálására.
A 19. század második felében a balettművészet hanyatlásának egyik szimptómája, a technikai túlzás, a bravúrkodás következtében a balettzene lassan egészen cirkusziassá vált. A táncszámok között nem volt semmiféle kapcsolat, de a bravúros technikájú táncosok és a szórakozni vágyó közönség a durván kihangsúlyozott táncritmuson kívül nem is igényelt egyebet.
Ennek a gyakorlatnak – a század hetvenes éveiben – egy időben két zeneszerző fordított hátat Európában: Franciaországban Delibes és Oroszországban Csajkovszkij. Mind a ketten megtartották a klasszikus balettformákat, de Csajkovszkij elmélyítette, érzelmi gazdagság kifejezésére tette alkalmassá a lassú lírai adagiókat, tüzes allegrókat és a nemzeti karaktertáncokat. A népies színezetű báli táncokat, elsősorban a keringőt, változatosabban használta fel, mint Delibes. Csajkovszkij rajongója volt Léo Delibes-nek és ez A hattyúk tava zenéjén is érezhető.
Csajkovszkij már tisztviselő korában szorgalmasan látogatta a balettelőadásokat. 1875-ben Anton Grigorjevics Rubinstejnnel és Camille Saint-Saënsszal együtt tréfából koreográfiát improvizált a szentpétervári zeneakadémián, így első balettje előtt is volt bizonyos tapasztalata a tánckoreográfiát illetően. Szimfonikus zenéjében, koncertjeiben is fellelhetők a báli szalontáncok és az orosz népi körtáncok is.
Nem véletlen, hogy Csajkovszkij miért választott meséket balettjei témájául: számára a mese a valóságos érzelmi kifejezésére való alkalmat jelentette. Három balettja közel áll az operához, azzal a különbséggel, hogy énekesek helyett táncosok számára komponálta őket: mindnek megvannak a maga áriái, duettjei, saját jelenetei. A klasszikus balett idealizált tánc, amelyben a balerina en pointe megpróbál elszakadni a földtől, függetlenedni a nehézkedési erőtől. Maga a balerina is idealizált: valósággal úszik a légben, lovagja imádja, fiatal és gyönyörű. A balerinát nagy ívű, büszke és érzéki dallamok kísérik, mint a Csipkerózsikában az adagio vagy A diótörő nagy pas de deux-je.

### Operái
Csajkovszkij elítélően nyilatkozott az opera műfajáról, ennek ellenére mégiscsak szerette. Leveleiben nagy helyet foglalnak el az operával kapcsolatos reflexiók. Egyfelől „hamis művészetnek” nevezi, másfelől bevallja, hogy „van ebben a formában valami, ami leküzdhetetlenül vonz minden zeneszerzőt”. Csajkovszkij sosem volt forradalmár, s boldogan elfogadta a meglévő operai konvenciókat: „A színpadi zene stílusa meg kell hogy feleljen a jelenetfestésnek: legyen egyszerű, világos, színekben gazdag.” De a kor számos komponistájától eltérően, őt elsősorban a karakter érdekelte, s csak azután a hanghatás, jobban mondva bármilyen hatás. Olyan librettót akart, amely erőteljes emberi érzelmeket ábrázol, hogy zenéjével ezeket illusztrálhassa: „Semmilyen témáról nem tudok szeretettel és lelkesen zenét komponálni, akármilyen hatásos legyen is, ha a szereplők nem keltenek bennem élénk rokonszenvet. Ha nem szeretem, ha nem szánom őket úgy, ahogy az élő ember szeret és szánakozik…” A szeretet és a szánalom járja át az Anyegint, amelyben aligha találni egyetlen kifejezéstelen hangot; csupa szomorúság és édesség, és sokkal inkább éneklő opera, mint A pikk dáma. Talán ez a nyugodt szomorúság, az éles kontúrok hiánya akadályozta meg, hogy az Anyegin nagy siker legyen. Csajkovszkij hatásos szerepeket tudott írni, de énekeseit sosem látta el bravúráriákkal. A dal arra való, hogy kifejezze a jellemet és a hangulatot, nem pedig arra, hogy kizsákmányolja a hangszálakat. Verdi tudta, hogyan kell megőrjíteni a publikumot, Csajkovszkij viszont szüntelenül aláfogalmazott. Verdi és Wagner zeneileg könyörtelen, Csajkovszkij viszont minden operájában szelíd és engedékeny. Érthető hát, hogy kevésbé hatásos. Csajkovszkij elemezte Wagner operáit, és használ is néhány vezérmotívumot, de a maga elementáris módján. Semmi wagneri nincs az Anyeginben, és még kevesebb verdis. A Puskin elbeszélő költeményén alapuló opera ráadásul realisztikus képet ad az orosz társadalom bizonyos szeletéről. Az Anyegin ugyanaz operában, ami az irodalmi dráma műfajában a Cseresznyéskert.
Anton Rubinstejn, a szentpétervári konzervatórium igazgatója és egyben tanára hamar felismerte tehetségét. Csajkovszkij vezényelni is megtanult, de valahányszor oda kellett állnia a zenekar elé, elfogta a félelem, és ez egész életében így maradt, pedig újra meg újra meghívták, hogy vezényelje el a műveit. Az volt a fixa ideája, hogy a feje legurul a nyakáról, ezért bal kezét az álla alá tette, hogy megtartsa a helyén. Nem csoda, hogy nem tartozott azok közé a karmesterek közé, akik inspirálni tudták a zenészeket.

### Zongoraművek
Művészi pályája során több mint száz zongoraművet írt. Első műve egy kétrészes zongoramű volt, sőt utolsó alkotásai is azok voltak. Egy korai zongoraszonátájától eltekintve összes műve karakterdarab. Legismertebb műve az Op.37b. Évszakok (12 zongoradarab az év 12 hónapjára) viszont a legváltozatosabb és érdekesebb az 1893-ban írt Tizennyolc darab (Op.72). Noha művei néha kihívást jelentenek, egyszerűségük mégis arról tanúskodik, hogy az amatőr zongoristáknak íródtak.

### Dalok
Noha 103 dalt írt, mégsem ezek alapozták meg hírnevét. Ezek a Liedek rendkívül változatosak és a líraitól az erősen drámai stílusjegyekig minden felfedezhető bennük. A legtöbb dal a mindennapokból inspirálódott, de akadnak közöttük népdalok és ünnepi keringők is. A legsikerültebbek a szerelemről és annak beteljesületlenségéről szóló művei. Csajkovszkij dalait a művészi egyszerűség, a dallamok változatossága és eredetisége. A dalok mintegy megelőlegezik a zeneszerző nagyobb hangvételű műveinek áriáit. A legnépszerűbb kompozíciók a Hat dal Turquety, Collin, Blanchecotte verseire (Op. 65.) valamint a hat dal Rathaus verseire (Op. 73.).

## Öröksége
A zenetörténészek ma Csajkovszkijt azon első orosz zeneszerzőnek tartják, akinek sikerült teljes mértékben elsajátítani a Beethoven és Schumann által megalapozott európai zenei hagyományokat. Tette ezt úgy, hogy közben nem mondott le a sajátos orosz miliőről, amelyben élt és alkotott. Holden és számos neves zenetörténész úgy tartja, hogy a valódi orosz klasszikus zene Csajkovszkijjal vette kezdetét, hiszen az őt megelőző zeneszerzők, elsősorban az Ötök az orosz ortodox egyház zenei hagyományaira építve alkottak, figyelmen kívül hagyva az európai zeneelméleti kánonokat. Csajkovszkij nagy utódának Igor Sztravinszkijt tartják, aki a 20. század kiemelkedő orosz zeneszerzője, és akinek munkáiban érződik nagy elődjének hatása. Orosz zenetörténészek véleménye szerint Csajkovszkij volt az első, aki hazájának zenéjét az európai színpadokra is eljuttatta, valóban ő volt az első orosz zeneköltő akinek műveit az európai nagyközönség is megismerte.

## Művei
Az ISWC-NET szerverén legalább négy különböző névvel és azonosítóval szerepel, például az 1812 nyitány, vagy a Hegedűverseny szerzőjeként. Ennek nyilvánvaló oka, hogy máshogyan írták át a cirill betűs nevét, pl. Tchaikovsky Pyotr Ilyich, Tchaikovsky Peter, Tchaikovsky Il.

### Operák
| Eredeti cím                          | Magyar cím        | Szövegkönyvíró                        | Az ősbemutató dátuma | Az ősbemutató helye                |
| ------------------------------------ | ----------------- | ------------------------------------- | -------------------- | ---------------------------------- |
| Воевода (Vojevoda)                   | A vajda           | Alekszandr Nyikolajevics Osztrovszkij | 1869. február 11.    | Moszkvai Nagyszínház               |
| Ундина (Ungyina)                     | Undine            | Vlagyimir Szollogub                   | 1870. március 20.    | Moszkvai Nagyszínház               |
| Опричник (Opricsnyik)                | A cár katonája    | Ivan Lazsecsnyikov                    | 1874. április 24.    | Mariinszkij Színház, Szentpétervár |
| Кузнец Вакула (Kuznyec Vakula)       | Vakula, a kovács  | Jakov Petrovics Polonszkij            | 1876. december 6.    | Mariinszkij Színház, Szentpétervár |
| Евгений Онегин (Jevgenyij Anyegin)   | Anyegin           | Konsztantyin Sztyepanovics Silovszkij | 1879. március 29.    | Moszkvai Kisszínház                |
| Орлеанская дева (Orleanszkaja gyeva) | Az orléans-i szűz | Pjotr Iljics Csajkovszkij             | 1881. február 13.    | Mariinszkij Színház, Szentpétervár |
| Мазепа (Mazepa)                      | Mazeppa           | Viktor Petrovics Burenyin             | 1884. február 15.    | Moszkvai Nagyszínház               |
| Черевички (Cserevicski)              | A cárnő cipellője | Jakov Petrovics Polonszkij            | 1887. január 31.     | Moszkvai Nagyszínház               |
| Чародейка (Csarogyejka)              | A varázslónő      | Ippolit Spazsinszkij                  | 1887. november 11.   | Mariinszkij Színház, Szentpétervár |
| Пиковая дама (Pikovaja dama)         | A pikk dáma       | Modeszt Csajkovszkij                  | 1890. december 19.   | Mariinszkij Színház, Szentpétervár |
| Иоланта (Jolanta)                    | Jolánta           | Modeszt Csajkovszkij                  | 1892. december 18.   | Mariinszkij Színház, Szentpétervár |

### Balettek
| Eredeti cím                               | Magyar cím     | Koreográfus        | Az ősbemutató dátuma | Az ősbemutató helye                |
| ----------------------------------------- | -------------- | ------------------ | -------------------- | ---------------------------------- |
| Лебединое Озеро (Lebegyinoje Ozero)       | A hattyúk tava | Vlagyimir Begicsev | 1877. március 4.     | Moszkvai Nagyszínház               |
| Спящая Красавица (Szpjascsaja Kraszavica) | Csipkerózsika  | Marius Petipa      | 1890. január 15.     | Mariinszkij Színház, Szentpétervár |
| Щелкунчик (Scselkuncsik)                  | A diótörő      | Marius Petipa      | 1892. december 18.   | Mariinszkij Színház, Szentpétervár |

### Színpadi zene
- Hópihécske, Alekszandr Osztrovszkij színműve után (bemutató 1873. május 23-án a moszkvai Nagyszínházban)
- Melodráma Osztrovszkij A vajda című színművéhez (bemutató 1886. január 31-én a moszkvai Malij színházban)
- Hamlet, közjáték, kísérőzene Shakespeare színművéhez (bemutató 1891. február 21-én a pétervári Mihajlovszkij színházban

### Zenekari művek
- Andante ma non troppo kis zenekar számára (A-dúr) – 1863–1864
- Agitato kis zenekar számára (c-moll) – 1863–1864
- Allegro vivo (c-moll) – 1863–1864
- Op.76. Nyitány Osztrovszkij A vihar című drámájához – 1864
- Rómaiak a Colosseumban – 1864
- Karaktertáncok – 1865
- Nyitány kis zenekar számára (F-dúr) – 1865
- Nyitány (nagy zenekarra áthangszerelve) (F-dúr) – 1866
- Koncertnyitány (c-moll) – 1866
- Op.13. I. szimfónia (Téli álmok) (g-moll) – 1866
- Op.15. Ünnepi nyitány a dán himnusz témájára – 1866
- Op.77. Fátum  – 1868
- Rómeó és Júlia, nyitány – 1869
- Op.17. II. szimfónia (c-moll) – 1872
- Szerenád kis zenekarra – 1872
- Op.18. Vihar, zenekari fantázia – 1873
- Op.29. III. („lengyel”) szimfónia (D-dúr) – 1875
- Op.31. Szláv induló – 1876
- Op.32. Francesca da Rimini, zenekari fantázia – 1876
- Op.36. IV. szimfónia (f-moll) – 1877
- Op.43. I. szvit (d-moll) – 1878–1879
- Rómeó és Júlia, nyitányfantázia – 1880
- Op.45. Olasz capriccio – 1880
- Op.49. 1812 nyitány – 1880
- Koronázási induló – 1883
- Op.53. II. szvit (C-dúr) – 1883
- Op.55. III. szvit (G-dúr) – 1884
- Op.58. Manfréd, szimfonikus költemény – 1885
- Op.61. IV. szvit (G-dúr) – 1887
- Op.64. V. szimfónia (e-moll) – 1888
- Op.67a. Hamlet, nyitányfantázia – 1888
- Op.78. A vajda, szimfonikus ballada Mickiewicz költeményére – 1890–1891
- Op.71a . A diótörő, szvit – 1892
- Op.74. VI. szimfónia (Patetikus szimfónia) (h-moll) – 1893

### Vonószenekarra és szólóhangszerre zenekarral írt művei
- Op.23. I. zongoraverseny (b-moll) – 1874–1875
- Op.76. Melankolikus szerenád (hegedű-zenekar) – 1875
- Op.33. Rokokó variációk (cselló-zenekar) – 1876
- Op.34. Valse scherzo (hegedű-zenekar) – 1877
- Op.35. Hegedűverseny (D-dúr) – 1878
- Op.44. II. zongoraverseny (G-dúr) – 1879–1880
- Op.48. Vonósszerenád – 1880
- Op.56. Koncertfantázia (zongora-zenekar) – 1884
- Op.62. Pezzo Capriccioso (cselló-zenekar) – 1887
- Op.75. III. zongoraverseny (Esz-dúr) – 1893
- Op.79. Andante és Finale (zongora és zenekar, a hangszerelést Tanyejev fejezte be) – 1893

### Kamarazene
- Vonósnégyes, 1 tétel (B-dúr) – 1865
- Op.11. I. vonósnégyes (D-dúr) – 1871
- Op.22. II. vonósnégyes (F-dúr) – 1874
- Op.30. III. vonósnégyes (esz-moll) – 1876
- Op.50. Trió: hegedű, cselló, zongora (a-moll) – 1882
- Op.70. Vonós szextett (d-moll) – 1887–1890

### Hegedű- és zongoraművek
- Op.80. cisz-moll szonáta – 1865 (posztumusz kiadás – 1900)
- Op.1. Scherzo á la Russe – 1867
- Op.2. Hapsali emlék – 1867
- Op.4. Valse caprice (D-dúr) – 1868
- Op.5. Románc (f-moll) – 1868
- Op.7. Valse scherzo (A-dúr) – 1870
- Op.8. Capriccio (Gesz-dúr) – 1870
- Op.9. Három darab – 1870
- Op.10. Nocturnet-Humoresque – 1871
- Op.19. Hat darab – 1873
- Op.21. Hat darab (változatok) – 1873
- Op.37b. Évszakok (12 zongoradarab az év 12 hónapjára) – 1875–1876
- Op.40. Tizenkét darab (mérsékelt technikai feladatokkal) – 1876–1878
- Op.37. Szonáta (G-dúr) – 1878
- Op.39. Gyermekalbum – 1878
- Op.42. Souvenir d’un Lieu Cher – 1878
- Op.51. Hat darab – 1882
- Op.59. Dumka – 1886
- Op.72. Tizennyolc darab – 1893

### Egyéb művek
Dalok:
- Jó szellemem, angyalom, jóbarátom: Fet versére (1857–1858)
- Zemfira dala: Puskin versére (1857–1860)
- Hová?: Apuhtyin versére (1857–1860)
- Mezza notte (1860)
- Op.6 Hat dal: Tolsztoj, Hartmann, Heine, Goethe, Rosztopcsina, Apuhtyin versére (1870)
- Op.16 Hat dal: Majkov, Grekov, Fet, Plescsejev, Csajkovszkij versére (1873)
- Op.25 Hat dal: Scserbina, Tyutcsev, Goethe, Heine versére (1875)
- Op.27 Hat dal: Ogarjov, Grekov, Fet, Miczkiewicz versére (1875)
- Op.28 Hat dal: Musset, Apuhtyin, Csajkovszkij versére (1876)
- Op.38 Hat dal: Tolsztoj, Lermontov, olasz népdalszöveg (Csajkovszkij átköltésében) versére (1878)
- Op.47 Hét dal: Tolsztoj, Miczkiewicz, Apuhtyin, Sevcsenko versére (1880)
- Op.58 Tizenhat gyermekdal: Plescsejev (részben fordítások német, lengyel, angol nyelvből) Szurikov, Lenartowicz, Akszakov versére (1881–83)
- Op.57 Hat dal: A. K. Tolsztoj, Goethe, Merezskovszkij, Plescsejev versére (1884)
- Op.60 Tizenkét dal: Komjakov, Fet, Plescsejev, Puskin, Csajkovszkij, Apuhtyin, Polonszkij, Nyekraszov versére (1886)
- Op.64 Hat dal: Konsztantyin nagyherceg versére (1887)
- Op.65 Hat francia dal: Turquety, Collin, A. M. Blanchecotte versére (1888)
- Op.73 Hat dal: Rathaus versére (1893)

Duettek:
- Op.46 Hat duett (1180)

Kórusművek:
- Oratórium – 1863–64
- Az álom, Ogarjov versére (Vegyeskar, kétféle fogalmazásban: a capella és zenekari kísérettel) – 1863–64
- Cantata az örömhöz, Schiller versére (Négy szóló énekes, vegyeskar és zenekar) – 1865
- Természet és szerelem, Valzek versére (3 szóló énekes, nőikar és zongora) – 1870
- Cantata a moszkvai Politechnikai kiállítás megnyitására, Polonszkij versére (Tenor, férfikar, zenekar) – 1872
- Jubileumi kantáta, Nyekraszov versére (Tenor, férfikar, zenekar) – 1875
- Aranyszájú Szent János Liturgiája, Op. 41 (Vegyeskar, a capella) – 1878
- Az est, Csajkovszkij versére (3 szólamú férfikar, a capella) – 1881
- Moszkva kantáta, Majkov versére (Mezzoszoprán, bariton szóló, kórus és zenekar) – 1883
- Kórus a Jogakadémia 50 éves évfordulójára, Csajkovszkij versére (Vegyeskar, a capella) – 1885
- Az igazság fénye, Lermontov versére (Vegyeskar, a capella) – 1887
- A csalogány, Csajkovszkij versére (Vegyeskar, a capella) – 1889
- Anton Rubinstejn köszöntése, Polonszkij versére (Vegyeskar, a capella) – 1889
- Nem a kakuk szólt…, Ciganov versére (Vegyeskar, a capella) – 1891
- Elnémul a boldog hang, Puskin versére (Férfikórus, a capella) – 1891
- Túl időn s évszakon, Ciganov versére (Női kórus, a capella) – 1891
- Egy angyal zokog (Vegyeskar, a capella) – ?
- Tavasz versére (Női kórus, a capella) – ?

## Művei magyarul
- Onegin Eugen, szöveg: Puskin nyomán Csajkovszky Péter, fordítás: Várady Sándor, Operaház, Budapest, 1901
- Onegin – Lírikus jelenetek, zene Csajkovszky Péter, Puskin verses regénye nyomán, fordítás: Várady Sándor, Müller Nyomda, Budapest, 1902
- Anyégin, szöveg: Puskin nyomán Pjotr Iljics Csajkovszkij, fordítás: Blum Tamás, Zeneműkiadó, Budapest, 1959, (Operaszövegkönyvek)